# The Undertaker
Mark William Calaway (sinh ngày 24 tháng 3 năm 1965), là một đô vật chuyên nghiệp đã nghỉ hưu,diễn viên người Mỹ , được biết dưới tên võ đài là The Undertaker. Được coi là một trong những đô vật vĩ đại nhất mọi thời đại, Calaway dành phần lớn sự nghiệp thi đấu cho WWF/E và đạt thành công lớn với hình tượng "Deadman" Undertaker được giới chuyên môn đánh giá cao. Calaway hiện vẫn tiếp tục làm việc cho WWE theo bản hợp đồng 15 năm ký vào năm 2019.
Calaway bắt đầu sự nghiệp đấu vật vào năm 1987, thi đấu dưới nhiều nhân vật khác nhau cho World Class Championship Wrestling (WCCW) và các chương trình khác. Trong thời gian này ông vô địch đai USWA Unified World Heavyweight Championship và WCWA Texas Heavyweight Champion. Sau khi kí hợp đồng với World Championship Wrestling (WCW) vào năm 1989, ông thi đấu một thời gian ngắn trong vai một nghệ sĩ chơi bài tên "Mark Mark" Callous, trước khi gia nhập World Wrestling Federation (WWF, nay là WWE) vào năm 1990.
Calaway đổi tên thành "The Undertaker" sau khi gia nhập WWF. Là một trong những hình tượng nổi tiếng và phổ biến nhất WWE, The Undertaker là một xác sống ma cà rồng, nhân vật này trở nên nổi tiếng và giúp ông giành giải Wrestling Observer Newsletter cho Best Gimmick, một kỷ lục 5 năm liên tiếp. Là một trong những đô vật lâu năm nhất trong lịch sử công ty với 30 năm sự nghiệp, The Undertaker là một trong số những hình tượng nổi bật nhất Kỷ nguyên Attitude đặc trưng trong các cốt truyện và các trận đấu quan trọng khác nhau duy trì sự bùng nổ trong giai đoạn kinh doanh của WWF vào cuối những năm 1990. Sự chuyển đổi nhân vật của ông thành một người luôn đi xe máy tới võ đài vào đầu những năm 2000, trước khi quay trở lại phiên bản thần chết với mánh lới quảng cáo vào năm 2004. The Undertaker cũng được biết đến qua The Streak, một loạt kỷ lục chiến thắng 21 trận tại sự kiện quan trọng hàng đầu của WWE, WrestleMania.
Calaway đã giành được tổng cộng 17 chức vô địch. Với WWF/E, ông bốn lần vô địch WWE/F Championship, ba lần World Heavyweight Championship (WWE), sáu lần WWF Tag Team Championship, một lần WWF Hardcode Champion, và một lần WCW Tag Team Champion (trong suốt Lần xâm lược). Ngoài WWE ra, ông còn một lần USWA Unified World Heavyweight Champion và một lần WCWA Texas Heavyweight Champion. The Undertaker đã quảng cáo rầm rộ các sự kiệnpay-per-view cho WWE, bao gồm năm lần trở thành ảnh bìa (poster) của WrestleMania.  Ông có một người em trong cốt truyện tên Kane, người đôi lúc ông thù hoặc cùng ông hợp tác thành nhóm The Brothers of Destruction kể từ năm 1997. Với Kane, ông từng giữ WWF và WCW World Tag Team Championship trong cốt truyện với The Invasion. Ông đã giải nghệ vào tháng 6 năm 2020, và xuất hiện đặc biệt tại sự kiện Survivor Series cùng năm.

## Thời niên thiếu
Calaway sinh ra ở Houston, Texas, là con trai của Frank Compton Calaway (đã mất vào ngày 22 tháng 7 năm 2013) và Betty Catherine Truby. Ông có bốn người anh trai lần lượt là David, Michael, Paul và Timothy (1956 - tháng 3 năm 2020). Calaway học tại Trường Trung học Waltrip, tại đây ông chơi bóng rổ và bóng đá. Ông tốt nghiệp trường vào năm 1983 và bắt đầu học tại Angelina College ở Lufkin, Texas với học bổng bóng rổ và tiếp tục chơi bóng rổ. Năm 1985, ông ghi danh vào Đại học Texas Wesleyan ở Fort Worth, Texas, nơi ông học chuyên ngành trong quản lí thể thao và chơi bóng rổ cho Rams trong mùa 1985-1986, mùa trung tâm. Năm 1986, Calaway bỏ học đại học để tập trung vào sự nghiệp thể thao và ông đã rất cân nhắc về việc nên chơi bóng rổ và trở thành cầu thủ chuyên nghiệp ở châu Âu trước khi trở thành một đô vật chuyên nghiệp.

## Sự nghiệp đấu vật chuyên nghiệp

### Đầu sự nghiệp (1987-1990)
Mark William Claway bắt đầu được huấn luyện dưới Buzz Sawyer vào cuối năm 1986, ông không thích Sawyersự, người báo cáo thiếu cam kết và cung cấp một nền giáo dục hạn chế. Biểu diễn dưới mặt nạ là Texas Red, Calaway đấu trận đầu tiên vào ngày 26 tháng 1 năm 1987 cho World Class Championship Wrestling (WCCW), thua Bruiser Brody tại Dallas Sportatorium. Ông được người đi cùng tới võ đài bởi Percival "Percy" Pringle III, người sau đó sẽ phục vụ như là quản lí của ông tại WWF (chính là Paul Bearer). Hai huyền thoại đã lưu hành sự khởi đầu của Calaway trong công nghiệp, lần đầu tiên ông ra mắt trên võ đài của mình năm 1984, và lần thứ hai ông được huấn luyện bởi cựu đồng nghiệp WCCW Fritz Von Erich (một đô vật chuyên nghiệp nổi tiếng của Mỹ - còn là The Spoiler). Trong khi không bao giờ được huấn luyện bởi Jardine, Calaway đã ngưỡng mộ công việc của mình, và sẽ thừa kế chữ ký dây hàng đầu đi bộ. 
Năm 1988, Calaway tham gia Continental Wrestling Association (sẽ trở thành một phần của United States Wrestling Association (USWA) trước khi Jerry Jarrett mua lại WCCW và sáp nhập hai tổ chức vào làm một), đấu vật dưới vài mánh lới quảng cáo. Vào ngày 2 tháng 2 năm 1989, quản lý bởi Dutch Mantel, họ được giới thiệu lại là The Master of Pain, một nhân vật tươi ra từ United States Pennytentiary, Atlanta sau khi phục vụ năm năm (nhiều trong sự biệt giam) cho việc giết hai người đàn ông trong một trận đấu. Sau trận đấu thứ hai của ông vào tuần tiếp theo, ông bắt đầu trên võ đài bằng thách thức USWA Unified World Heavyweight Championship Jerry Lawler đến một trận đấu ngẫu hứng. The Master of Pain dễ dàng bị chi phối Lawler cho đến khi Mantel tiến vào võ đài và bảo anh ta dừng lại. Lawler tức giận có một trận đấu tranh đai, và vào ngày 1 tháng 4, The Master of Pain giành được chức vô địch đấu vật chuyên nghiệp đầu tiên. Ông giữ nó trong vòng ba tuần trước khi Lawler trở thành người đàn ông đầu tiên đè đếm ông, giành lại đai. Trong khi biểu diễn là The Punisher, Calaway thắng đai WCWA Texas Heavyweight Championship vào ngày 5 tháng 10 năm 1989, khi Eric Embry bị tịch thu danh hiệu.

### World Championship Wrestling (1989-1990)
Vào năm 1989, Calaway tham gia World Championship Wrestling (WCW) như là một nhân vật phản diện và nhận cái tên trên võ đài là "Mean Mark" Callous, cái tên được nghĩ ra cho ông bởi Terry Funk. Ông được miêu tả như là một nhân vật bệnh hoạn, ông mặc trang phục chủ yếu là nhẫn đen và được mô tả bởi phát thanh viên Jim Ross như là thích một con rắn thú cưng và nhạc của Ozzy Osbourne. Calaway kịp thời được chuyển vào nhóm The Skycrapers, thay thế nhằm hợp pháp hóa chấn thương của Sid Vicious và ông ra mắt vào ngày 3 tháng 1 năm 1990, trong một trận đấu được phát trên ti vi sau đó, trước Agent Steel và Randy Harris. Nhóm mới tạo nên một vài tai tiếng tại Clash of the Champions X khi họ hạ gục The Road Warriors sau trận đấu của họ. Tuy nhiên, cộng sự của Calaway là Dan Spivey rời WCW trước khi Chicago Street Fight của họ chống lại Road Warriots tại WrestleWar. Calaway và Skyscraper thay thế đánh bại trong street fight và đội chia tay ngay sau đó. Giờ trở thành đô vật đấu đơn, Callous nhận hướng dẫn của Paul E. Dangerously (Paul Heyman) và đánh bại Johnny Ace tại Capital Combat và Prian Pillman tại Clash of Champions XI: Coastal Crush.
Calaway bắt đầu câu hỏi về tương lai của mình ở WCW sau khi kể lại bởi người viết sách Ole Anderson, trong suốt bản hợp đồng đàm phán đổi mới, rằng không ai có đủ tiền để xem ông biểu diễn. Calaway đấu với Lex Luger trong trận giành đai NWA United States Championship tại Great American Bash 1990, và ông đã để thua sau đòn clothesline của Lex Luger. Theo WWF/E, điều hành Bruce Prichard, "người cảm nhận" đã sẵn sàng được gửi tới WWF bởi Heyman: Calaway đấu trận đấu với trật khớp khi biết rằng ông đang được theo dõi bởi Vince McMahon. McMahon ban đầu không bày tỏ lãi suất nhanh, nhưng Prichard khuyến khích ông ta nói với Calaway rằng khi WCW vấp tại New Jersey cho chủ nhà ở Meadowlands vào ngày 24 tháng 8. Gặp gỡ giữa cả hai theo chiều hướng tốt, Calaway đã thông báo cho WCW vào ngày vào ngày 27 tháng 8. Trận đấu cuối của ông tại WCW diễn ra vào ngày 7 tháng 9 tại WorldWide ghi âm ở Amarillo, Texas mà ông đánh bại Dave Johnson.
Trong thời gian ông ở WCW, Calaway cũng từng đấu tại New Japan Pro Wrestling là "Punisher" Dice Morgan. Sau khi rời WCW, ông quay trở lại thời gian ngắn tại USSW để tham gia một giải đấu cho mục đích USSW Unified World Heavyweight Champion mới, ông đánh bại Bill Dundee trong vòng một, nhưng thua Jerry Lawler ở vòng tứ kết.

## Thời World Wrestling Federation / Entertainment

### Ra mắt và những mối thù đầu (1990-1991)
Vào tháng 10 năm 1990, Calaway kí hợp đồng với World Wrestling Federation (WWF). Trong lần ra mắt đầu tiên của ông, ông lấy tên Kane the Undertaker tại taping của Superstars vào ngày 19 tháng 11 năm 1990. Nhân vật Thần chết ban đầu của ông được khắc họa như là một người phương Tây luôn mặc một chiếc áo choàng trench, đeo cà vạt sọc xám và xám, đội chiếc mũ stetson màu đen với găng tay màu xám và khởi động. Ông được miêu tả như không thấm nước để đau, đôi lúc hoàn thành bởi Calaway không bán đòn đánh nạn nhân của mình. Mark William Calaway bắt đầu sự ra mắt chính thức của mình trên on-camera tại World Wrestling Federation vào ngày 22 tháng 11 tại Survivor Series như một nhân vật phản diện, lấy tên là The Undertaker nơi ông như là người bạn bí ẩn có biệt danh là The Million Dollar Man Ted DiBiase. Khoảng một phút trong trận đấu, ông đã loại được Koko B. Ware với tuyệt chiêu cuối cùng, đòn Tombstone Piledriver. Ông cũng loại Dusty Rhodes trước khi bị loại bằng counted out; tuy nhiên, đội của ông vẫn giành chiến thắng với DiBiase trở thành người sống sót cuối cùng. Trong suốt trận đấu, Calaway được giới thiệu là "The Undertaker", bỏ sót từ "Kane", như là kết quả của việc rút ngắn tên sau sự kiện. (Và cho tới bảy năm sau đó, một đô vật chuyên nghiệp khác được giới thiệu là người cuối cùng trở thành em trai của Undertaker cùng tên). Tại cùng thời gian, ông thấy mình trở nên mạnh mẽ và muốn chọn một người đi bảo vệ mình, The Undertaker đã chọn Paul Bearer - một nhân vật diễn kịch, ma quỷ, luôn luôn được nhìn thấy mang theo một chiếc bình, mà anh ta sẽ sử dụng để hồi sinh sức mạnh của Undertaker bất cứ lúc nào khi Undertaker trở thành nạn nhân của đối thủ, làm quản lý cho mình, sau khi Brother Love chuyển ông sang. Undertaker đặt đánh bại đối thủ (luôn luôn là công nhân) ở trong túi cơ thể và mang chúng ra phía sau. Suốt cuối những năm 1990, Undertaker chủ yếu là chiến thắng squash trước những công nhân trong Superstars of Wrestling và taping Thử thách Đấu vật. Ông tham gia trận Royal Rumble (1991) mà người thắng là Hulk Hogan. Ông tiếp tục chuỗi chiến thắng trong các trận đấu squash dẫn đến mối thù đầu tiên của ông với "Superfly" Jimmy Snuka.

### Nhà vô địch WWF (1991 - 1994)
Năm 1991, Undertaker muốn đấu tại Wrestlemania và ông đã bắt đầu tại Wrestlemania VII, tại đây Calaway đã thắng một đô vật huyền thoại là "Superfly" Jimmy Snuka. Sau khi đã trở thành bất khả chiến bại của năm, ông bắt đầu mối thù chính đầu tiên của mình với Ultimate Warrior, nơi ông tấn công Warrior và locked anh ấy trong phân đoạn phỏng vấn trên quan tài kín trên bộ Funeral Barlor của Paul Bearer. Ông đã để thua Warrior trong thử thách túi cơ thể đầu tiên và cuối cùng trong lịch sử WWF. Tại King of the Ring (1991), ông đánh bại Animal trong trận đấu đủ điều kiện trước khi đấu với Sid Vicious trong Semi-Final bằng double không áp dụng luật phạm quy, mà cả hai người đều bị loại tại Giải đấu King of the Ring. The Undertaker đánh bại Hulk Hogan tại Survivor Series 1991 để thắng đai vô địch đầu tiên của ông là WWF Championship nhờ có sự giúp đỡ của Ric Flair. Sau trận thắng ấy ông đã lập kỉ lục người trẻ nhất giành đai vô địch lúc ông 26 tuổi cho đến khi kỷ lục này bị phá vỡ bởi Yokozuna vào tháng 4 năm 1993 tại WrestleMania IX. Chủ tịch WWF Jack Tunney ra lệnh một trận tái đấu cho This Tuesday in Texas sáu ngày sau, nơi ông đã thua để mất danh hiệu trở lại tay Hogan. Tuy nhiên, bởi vì kết thúc gây tranh cãi hai trận đấu tranh danh hiệu giữa Undertaker và Hogan, danh hiệu bị bỏ trống theo quyết định của Tunney. Danh hiệu sau đó được giữ bởi Ric Flair sau khi anh ta giành chiến thắng trận Royal Rumble (1992). Giữa tháng 12 năm 1991 đến tháng 9 năm 1993, Taker không thua một trận đấu nào.
Vào năm 1992, ông gặp một đô vật mới đó là Jake Roberts. Sau khi Roberts thua Randy Savage tại Saturday Night's Main Event, ông ta đã tấn công Randy Savage và quản lý/vợ Randy là Miss Elizabeth với một chiếc ghế. Thấy vậy, Undertaker đã lên giúp, ngăn cản anh ta và trở thành nhân vật được fan yêu thích lần đầu tiên, đồng thời ông đã thù Jake Roberts. Sự quay mặt này đã được kiên cố hóa vào ngày 29 tháng 2 tại tập phim Superstars, nơi Roberts đối mặt The Undertaker trong Funeral Parlor khắc phục sự cố đó (phát sóng trên Saturday Night's Main Event XXX). Sau khi yêu cầu được biết ai đứng về phía The Undertaker và nhận được hồi âm "Not yours" (Không phải của ngươi), Roberts tấn công cả Paul Bearer và The Undertaker, duy nhất về Undertaker vẫn đứng trên mặt đất và chạy Roberts đi. Ông ấy đã gặp Jake Roberts tại Wrestle Mania VIII, và ông đã đánh bại được Jake Roberts. Một thời gian sau ông đã gặp một ông chủ của hai đô vật mạnh là Harvey Whippleman giữa những năm 1992 và 1993, hai đô vật mạnh đó chính là Kamala và Giant Gonzales. Cũng trong thời gian này, tiêu đề của ông lần đầu tiên trong tập phim Monday Night Raw vào ngày 11 tháng 1 năm 1993, với chiến thắng kết thúc Damien Damento. . Ông đã gặp Giant Gonzales tại Wrestle Mania IX mà đáng chú ý là Undertaker thắng duy nhất bằng luật phạm quy tại WrestleMania sau khi sử dụng chloroform. sau đó ông đã đánh bại Giant Gonzales tại Summer Slam 1993. Sự ganh đua của ông với Yokozuna đã bắt đầu lên đến đỉnh điểm. Vào tháng 1 năm 1994, ông đã thách đấu với võ sĩ Sumo người Nhật Bản đang giữ danh hiệu WWF Championship là Yokozuna, và ông đã gặp võ sĩ này trong trận Casket Matches trong lịch sử của WWF tại Royal Rumble vào tháng 1 năm 1994. Trong trận đấu, nhà vô địch Yokozuna niêm phong The Undertaker trong hòm với sự trợ giúp của một số nhân vật phản diện khác quản lý đô vật Wippleman để chiến thắng trận đấu. Undertaker xuất hiện bên trong hòm qua một màn video, đại diện cho tinh thần của ông, cảnh báo rằng ông sẽ trở lại. Undertaker đã không xuất hiện trong bảy tháng sau khi thua Yokozuna. Thực tế, trong thời gian này, ông đã gặp một chấn thương cho phép sự trở lại để chữa bệnh.

### Kỷ nguyên Thần chết (1994 - 1996)

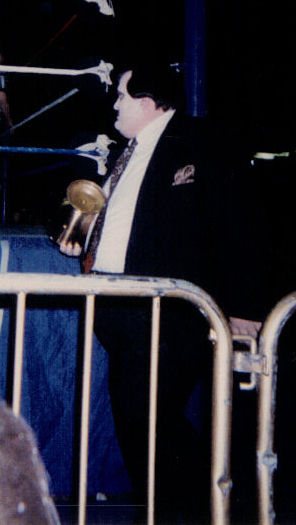
Paul Bearer - quản lí của Undertaker - đã phản bội lại Undertaker bằng cách đánh ông bằng một chiếc bình mà Paul luôn mang theo bên mình

Trong suốt lúc ông vắng mặt, sự trở lại của ông chương trình WWF bằng hiển thị những video clip những người tuyên bố đã nhìn thấy The Undertaker. Sau WrestleMania X, Ted DiBiase giới thiệu The Undertaker trở lại WWF. Undertaker này; tuy nhiên, người đóng bởi anh em họ ngoài đời thật của Calaway, Brian Lee, trở thành kẻ giả mạo The Undertaker (lồng tiếng The Undertaker bởi fans) và dẫn đến sự trở lại của The Undertaker thật tại sự kiện chính SummerSlam, xuất hiện như là một phiên bản mới của nhân vật Thần chết, đại diện bây giờ bởi màu sắc mát mẻ và thay thế màu xám với màu tím. The Undertaker đánh bại kẻ giả mạo sau ba đòn "Tombstone Piledrivers". Tại Survivor Series (1994), Undertaker đánh bại Yokozuna trong trận tái đấu đấu hòm. Hầu hết năm 1995, Undertaker có mối thù với thành viên của Tập đoàn Triệu đô Ted DiBiase. Vào giữa năm 1995, Undertaker đã để ý đến người bạn cũ của mình là Ted DiBiase, và ông đã gặp một đối thủ nặng ký đó là King Kong Bundy. Tại Wrestle Mania XI, Undertaker đã gặp King Kong Bundy và ông cũng đã đánh bại. Với cái thù của Kama Mustafa với Undertaker, Kama đã cắp 2 vật quý báu (sức mạnh) của Undertaker là 1 bình vàng và một cái vòng vàng. Những thứ ấy đã khiến cho hai người có 1 trận casket match (trận đấu hòm) tại Summer Slam 1995. Vào tháng 8, Undertaker đánh bại Kama trong trận đấu hòm. Các tuần sau, Undertaker chấn thương xương quỹ đạo gần mắt của ông, buộc một khoảng thời gian vắng mặt để phẫu thuật, cho đến khi ông trở lại tại Survivor Series.
The Undertaker trở lại vào tháng 11 tại Survivor Series mặc Phantom of the Opera-like, mặt nạ trên mặt màu xám. Tại sự kiện chính Royal Rumble vào tháng 1 năm 1996, The Undertaker đã lột mặt nạ trong trận đấu tranh đai vô địch WWF trước Bret Hart, nhưng Diesel can thiệp suốt trận đấu, chi phí Undertaker đai vô địch. Trong trận tái đấu tranh danh hiệu vào ngày 5 tháng 2 trong tập phim Raw, thấy nhiễu tương tự. Vào In Your House: Rage in the Cage của tháng đó, trong khi Diesel đối mặt Hart trong trận đấu ghế, Undertaker thực hiện một cuộc tấn công bất ngờ, đục thủng sàn và xé rách tấm thảm võ đài, kéo Diesel cùng ông xuống dưới, khiến Hart giành chiến thắng. Sau vài tuần của nhiều tat giữa Undertaker và Diesel, mối thù lên đến đỉnh điểm trong trận đấu đơn giữa hai người tại WrestleMania XII, nơi Undertaker giành chiến thắng.
Mối thù tiếp theo của The Undertaker bắt đầu vào đêm tiếp tại Raw, nơi Mankind ra mắt và can thiệp trận đấu của The Undertaker với Justin "Hawk" Bradshaw. Trong vài tháng tới, Mankind phục kích và chi phí cho một vài trận đấu của The Undertaker. Mối thù lên đến đỉnh điểm và họ bắt đầu nói về trận chiến của họ với đam đông, trong khu vực hậu trường， và bên trong phòng boiler của các khu vực khác nhau. Mankind sử dụng thời giờ The Undertaker đai WWF Intercontinental Heavyweight Championship tại In Your House 8: Beware of Dog, hỗ trợ nhà vô địch Goldust giành chiến thắng. Là kết quả, lần đầu tiên-cuối cùng Boiler Room Brawl được lên lịch giữa hai người tại SummerSlam. Trong suốt trận đấu, khi Undertaker đạt cho chiếc bình của Paul Bearer, Paul Bearer đánh ông với nó, phản bội Undertaker và cho phép Mankind "incapacitate" ông với đòn "madible claw", cho ông chiến thắng. Sau sự phản bội của Paul Bearer, The Undertaker nói anh ta ganh đua với Mankind để có level mới, kết quả trong trận Buried Alive trong sự kiện chính tại In Your House 11: Buried Alive, nơi The Undertaker thắng trận đấu sau đòn chokeslam vào mộ mở. Tuy nhiên, sau sự can thiệp từ The Executioner, cũng như giúp một số đô vật khác, The Undertaker cuối cùng đã "buried alive".

### Chúa tể Bóng tối (1996 - 1998)

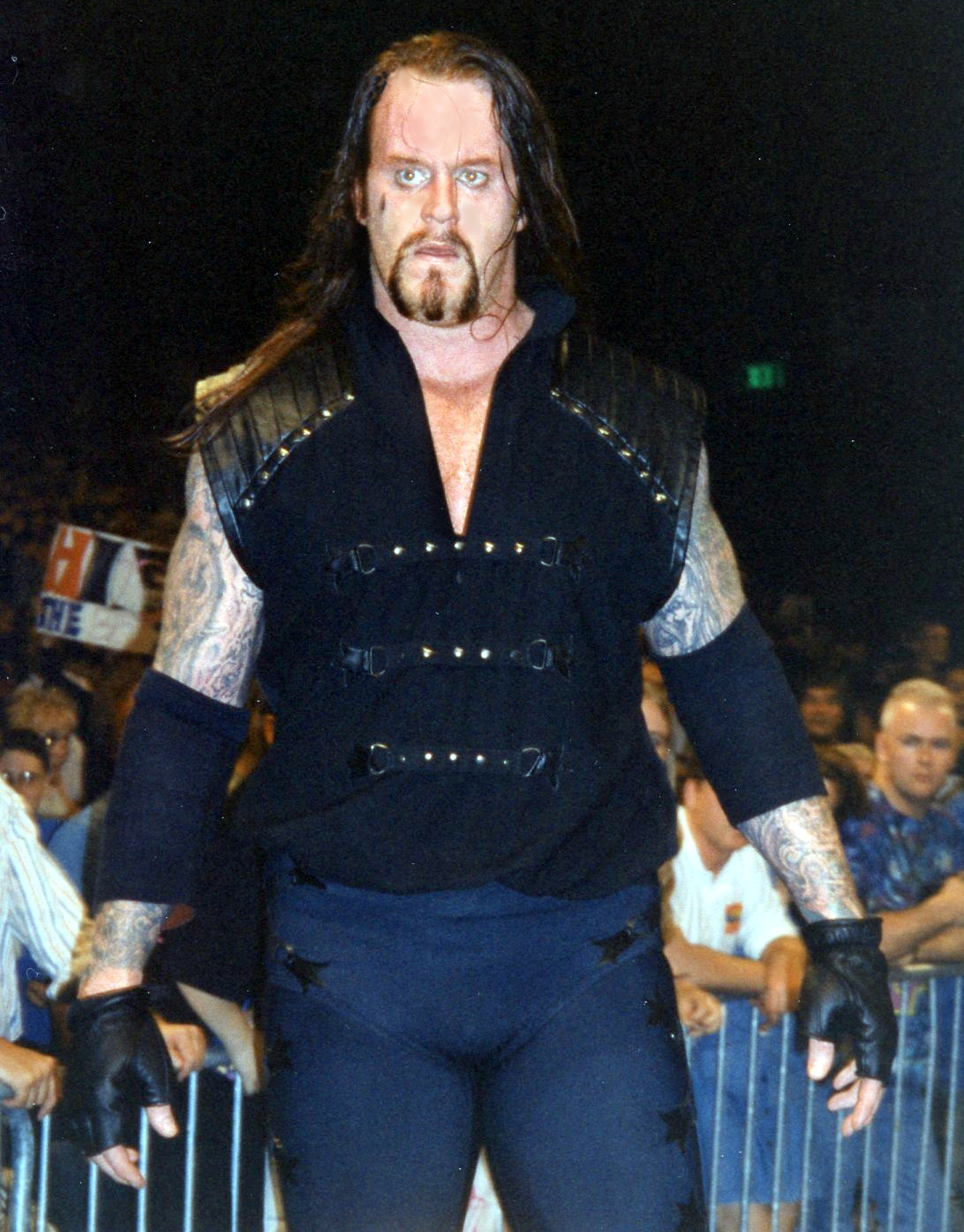
Undertaker vào tháng 9 năm 1997

Sau khi bị "chôn sống", The Underaker trở lại tại Survivor Series một lần nữa đưa ông chống lại loài người, nhưng chỉ với một quy định duy nhất, treo 6,1 m (20 ft) phía trên võ đài là Paul Bearer, được đặt trong một cái lồng thép. Nếu Undertaker giành chiến thắng, ông sẽ được chạm vào tay Bearer. Mặc dù The Undertaker giành chiến thắng, sự can thiệp từ The Executer cho phép Bearer thoát khỏi nanh vuốt của Undertaker. Cũng tại sự kiện này, Undertaker cũng phát triển một hóa thân "Người Chết" giản dị hơn trước. Trong hình thức mới sau đó, ông mang tính cách gothic, thô lỗ và nổi loạn (cõ lẽ để phù hợp hơn với Kỷ nguyên Attitude vừa chớm nở, hướng tới người lớn hơn). Trong sự kiện này, ông tự xưng là "Chúa tể Bóng tối". Sau Survivor Series, The Undertaker nhanh chóng chuyển sự chú ý của mình sang The Executer, người đã can thiệp vào các trận đấu của ông kể từ khi ông trở lại. Tại In Your House 12: Its Time, The Undertaker đánh bại The Executer trong trận đấu theo quy tắc Armageddon. Sau đó, ông chuyển mối thù sang Vader, người ông phải đối mặt tại Royal Rumble vào tháng 1 năm 1997 trong một trận đấu đơn, mà ông đã thua sau khi Bearer can thiệp thay cho người bảo vệ mới của ông. Hai người sau đó đã đụng độ trong Royal Rumble khi tới những giây phút cuối cùng của trận đấu, nhưng cả hai đều bị Stone Cold Steve Austin loại bỏ, sau khi Austin quay trở lại trận đầu dù bị loại nhưng không được thấy. Ông phải đối mặt với cả Vader và Austin trong trận đấu bốn người cho WWF Championship tại In Your House 13: Final Four nhưng Bret Hart đã giành chiến thắng. Tuy nhiên, vào tháng sau, ông giành được chiếc đai thứ 2 trong sự nghiệp (WWF champion) khi đang ở đỉnh cao phong độ (đánh bại Sycho Sid trong giải đấu Wrestlemania 13).
Vài ngày sau đó, ông cũng giành được 1 lúc 3 giải thưởng tại lễ trong giải Slammy Awards: Best tattoo, Best Entrance music and Highest Magnitude. Sau Wrestlemania 13, vào tháng 5 năm 1997, Paul Bearer (quản lý lúc ấy của ông) buộc ông phải tham gia với mình, bằng cách sử dụng tối hậu thư "bí mật nhất, sâu thẳm nhất" của The Undertaker cho thế giới. Bearer đã tiết lộ rằng Undertaker đã đốt cháy làm nổ tung nhà tang lễ như là kinh doanh của gia đình, giết chết hết mọi người trừ bao gồm cha mẹ vad em trai của ông ấy, và Paul cũng nói rằng em trai ông ấy vẫn còn sống dù bị sẹo và bỏng, và đã chờ đợi ngày trả thù suốt nhiều năm trời. Để tự bào chữa, Undertaker phản ứng lại rằng Kane - 1 người mắc chứng cuồng phóng hoả (pyromaniac) - chính là người đã châm lửa và Kane đã không thể sống sót, tuy nhiên Bearer tuyên bố có bằng chứng dưới dạng Kane. Bear đã nuôi dạy Kane sau vụ hỏa hoạn, khiến anh ta được thể chế hóa kể từ ngày xảy ra hỏa hoạn. Cũng trong khoảng thời gian đó, Bearer đã vô tình thừa nhận mình ngoại tình với mẹ của The Undertaker. Cho đến thời điểm đó, Undertaker đã dành cả cuộc đời của mình khi cho rằng Kane hoàn toàn liên quan đến ông và gia đình ông. Chính thời gian này, Undertaker cũng xuất hiện trong Michinoku Pro Wrestling, đánh bại Hakushi trong một trận đấu đơn.
Cùng với cốt truyện bí mật đen tối sâu sắc do Bearer đạo diễn, Undertaker bắt đầu một cuộc ganh đua tại SummerSlam khi trọng tài khách mời đặc biệt Shawn Michaels vô tình đánh The Undertaker bằng một chiếc ghế thép cho Bret Hart, do đó ông vô địch đai WWF. Họ đã có trận hòa tại Ground Zero: In Your House. Giải đấu SummerSlam 1997 đánh dấu một loại trận đấu mới: Hell in a cell, Undertaker đã thách đấu Shawn Michaels đấu trận này. Giữa chừng trận đấu, Kane lần đầu tiên xuất hiện, phá tung chiếc cửa lồng và "tặng" cho Undertaker 1 cú Tombstone Piledriver (bia đá - tuyệt chiêu cuối của Undertaker). Khi cốt truyện phát triển qua Bearer, Kane đã thách thức The Undertaker nhưng ông luôn từ chối phải chiến đấu với một người anh em cùng cha khác mẹ của mình. Cuộc chạm trán cuối cùng giữa ông và Michaels là trong một trận đấu quan tài tại Royal Rumble. Sau đó, Kane cùng với Paul Bearer đã nhiều lần phá các trận đấu của ông. Vào tuần trước trên Raw, Kane dường như đã hợp tác với anh trai của mình chống lại D-Generation X của Michaels; tuy nhiên tại sự kiện, Kane nhốt ông trong quan tài, khóa nắp quan tài lại và khiến nó bốc cháy, giúp Michaels chiến thắng. Tuy vậy, Undertaker đã biến mất khi nắp quan tài được mở. Hai tháng sau, Undertaker trở lại tại WrestleMania XIV và đánh bại Kane khi cho anh ta nhận ba đòn Tomstone Piledriver và một Chokeslam sau một thời gian gián đoạn. Hai người đã có trận tái đấu, trận Inferno đầu tiên, một tháng sau tại Unlorgiven: In Your House, Undertaker đã giành chiến thắng bằng cách đốt cháy cánh tay phải của Kane.
Mối thù của ông với Mankind khi họ đã đối mặt với nhau trong trận đấu Hell in a Cell tại King of the Ring. Trong trận đấu, Undertaker đã ném Mankind ra khỏi mái lồng sắt cao 4,9 m (16 ft) vào một bàn bình luận phía dưới, trong một động thái được định sẵn. Sau đó, ông Chokeslam Mankind làm thủng ô kính mái lồng sắt khiến Mankind bất tỉnh một cách hợp pháp. Mankind cũng sử dụng đinh bấm trong trận đấu và bị đánh ngã sau lưng và một chokeslam khác trước khi Undertaker giành chiến thắng trong trận đấu với Tomstone Piledriver. Tại Fully Loaded: In Your House, Undertaker và Stone Cold Steve Austin đánh bại Kane và Mankind để giành đai WWF World Tag Team Championship. Lần giữ đai của Undertaker và Austin là nhà vô địch đồng đội chỉ tồn tại trong thời gian ngắn trong hai tuần, khi Kane và Mankind giành lại đai trong tập phim Raw ngày 10 tháng 8. The Undertaker sau đó đã trở thành ứng cử viên số một tranh đai WWF Championship được đổi tên lại tại SummerSlam, hiện đang được giữ bởi Austin. Tuy nhiên, ngay trước SummerSlam, Undertaker tiết lộ mình và Kane đang làm việc cùng nhau như anh em. Bất chấp sự tiết lộ này, Undertaker nói với Kane rằng ông không muốn anh ta can thiệp vào trận đấu với Austin và mặc dù The Undertaker đã thua trong trận đấu, ông đã trao lại chiếc đai vô địch sau trận đấu cho Austin như thể hiện sự tôn trọng. Vào tháng 9, mạch truyện tiếp tục và The Undertaker đã cho thấy một số điểm phản diện khi ông và Kane tiết lộ sự thật rằng họ đang ở trong cahoots để loại bỏ Austin danh hiệu của mình cho Mr. McMahon. Tại Breakdown: In Your House, Undertaker và Kane có một trận đấu tay ba với Austin cho WWF Championship, trong khi Mr. McMahon tuyên bố hai anh em không được phép đè đếm nhau. The Undertaker và Kane chèn ép Austin sau khi tung double chokeslam, do đó danh hiệu được McMahon bỏ trống. Sự kiện này đã dẫn đến một trận đấu tại Judgment Day: In Your House giữa Undertaker và Kane cho danh hiệu, với Austin là trọng tài khách mời đặc biệt. Cuối trận đấu, Paul Bearer gần như hỗ trợ Kane bằng cách đưa cho anh ta một chiếc ghế thép để đánh Undertaker, nhưng khi Kane quay lưng lại, cả Bearer và Undertaker đều đánh Kane bằng ghế. Undertaker đã đè đếm, nhưng Austin từ chối đếm, tấn công Undertaker và loại cả hai. Cuối cùng, Undertaker trở thành nhân vật phản diện vào đêm hôm sau trên Raw lần đầu tiên sau hơn sáu năm, hòa giải với Bearer và tuyên bố rằng ông và Bearer sẽ giải phóng "Ministry of Darkness" (Bộ bóng tối) của họ trên World Wrestling Federation. Là một phần của cốt truyện mới này, ông thừa nhận ông đã thực sự châm lửa giết cha mẹ mình, điều mà trước đây anh đã đổ lỗi cho Kane.

### Ministry of Darkness (1998 - 1999)
Sau Survivor Series, The Undertaker trở lại hướng sự chú ý vào mối thù trước đó với Austin vì đã để mất danh hiệu tại Judgment Day, đánh vào đầu Austin bằng một cái xẻng trong trận đấu với The Rock, thay đổi sự ủng hộ cho những gì đã xảy ra trước đó. Với cốt truyện này, Mr. McMahon được lên kế hoạch cho trận Buried Alive giữa The Undertaker và Austin tại Rock bottom: In Your House. Trong những tuần trước Rock bottom, The Undertaker đã cố ướp xác Austin còn sống, cố gắng để Kane cam kết tị nạn tinh thần và đưa chuỗi druids của Austin trở thành biểu tượng của mình, giơ nó lên cao trên đấu trường. Tuy nhiên, The Undertaker đã thua trận sau khi Kane can thiệp.
Sau khi trở thành nhân vật phản diện lần thứ hai vào cuối năm 1998, The Undertaker đã giới thiệu một phiên bản update mới của Deadman của mình vào tháng 1 năm 1999 - vị linh mục bóng tối trong thời kì đầu của nhân vật này trị vì một nhóm ổn định gọi là Ministry of Darkness. Trong nhân vật này, ông thể hiện sự độc ác, quái dị nhiều hơn bao giờ hết. Ông thường tuyên bố sẽ gọi và nhận lệnh từ "Quyền lực cao hơn". Ngoài ra, ông thường xuất hiện trong chiếc áo choàng đen trùm đầu và ngồi trên một ngai vàng được thiết kế đặc biệt để trở thành biểu tượng cho nhân vật này. Với sự giúp sức của các tay sai, ông thường hy sinh các đô vật WWF được chọn, sử dụng nhiều câu thần chú và phép thuật khác nhau, với ý định rút ra mặt tối của các đô vật để tuyển họ vào nhóm của mình. The Ministry of Darkness hoàn hảo bao gồm The Brood (Christian, Edge
và Gangrel), The Acolytes ([Bradshaw và Faarooq), Mideon và Viscera. Bản thân Calaway đã không thi đấu trong một thời gian khi phải trải qua chấn thương hông. Ông bày tỏ mong muốn kiểm soát World Wrestling Federation, thay thế Vince McMahon. Những tham vọng lên đến đỉnh điểm là sự cạnh tranh giữa nhóm và Tổng công ty, cuối cùng dẫn đến một trận đấu giữa The Undertaker và Tập đoàn thị thực, Big Boss Man. Cả hai đối đầu nhau trong trận Hell in a Cell tại WrestleMania XV, mà ông thắng. Tại Backlash: In Your House, Undertaker đã đánh bại thành viên của Tập đoàn Ken Shamrock sau khi có sự can thiệp từ thanh viên Ministry.
Sau đó, The Undertaker đã bắt cóc Stephanie McMahon, buộc Mr. McMahon phải tham gia hợp tác bất đắc dĩ với kẻ thù lâu năm Stone Cold Steve Austin. The Undertaker đã cố gắng "kết hôn" với Stephanie trước khi hy sinh cô trong buổi lễ eldritch do Paul Bearer thực hiện, nhưng Austin đã cứu được Stephanie. Ở phiên bản pay-per-view, The Undertaker đánh bại Austin để giành đai WWF Championship lần thứ ba với sự giúp đỡ từ Shane McMahon, trọng tài khách mời đặc biệt. Nhóm cuối cùng kết hợp với Tập đoàn Shane McMahon để thành lập The Corporate Ministry. The Undertaker sau đó tiết lộ rằng Mr. McMahon từng là "Quyền lực tối cao". Sau khi The Undertaker thua mất đai trở lại Austin sau King of the Ring và thua anh ta trong trận First Blood tại Full Loaded, mối quan hệ giữa ông với McMahon chấm dứt và The Corporate Ministry tan rã.
The Undertaker sau đó bắt đầu một cốt truyện hợp tác với Big Show trong một nhóm gọi là "The Unholy Alliance", giành đai WWF Tag Team hai lần. Sau chiến thắng của họ tại SummerSlam,The Undertaker đã bị rách háng và đi khập khiễng trong một số trận đấu trong những tuần tiếp theo, thay vào đó, ông ra lệnh cho Big Show thi đấu tất cả các trận đấu của mình và bắt buộc những mong muốn của mình. Ông cũng chuyển sang nhân vật biker năm 2000. Mỗi cuộc phỏng vấn với Kevin Nash, đây là một động thái cho phép Calaway tham gia World Championship Wrestling với một nhân vật không thương hiệu. Nếu ông tham gia WCW, ông sẽ trở thành Mark Calaway. Mặc dù các cuộc đàm phán được mô tả là gần gũi, song cuối cùng ông ký tiếp hợp đồng với World Wrestling Federation.
Để bù đắp cho sự hoạt động thiếu thể chất của mình, Undertaker trở nên nói mic nhiều hơn, thường đưa ra những nhận xét thông minh, và bình luận. Vào tháng 9 năm 1999 trên SmackDown!, Mr. McMahon đe dọa rằng ông sẽ loại bỏ The Undertaker trong sự kiện chính Unforgiven nếu ông từ chối tham gia trận quan tài với Triple H. Undertaker vặn lại rằng ông không quan tâm và có lẽ ông sẽ không tham gia bất cứ gì, do đó rời khỏi WWF. Trên thực tế, Calaway tạm không thi đấu tại WWF để điều trị chấn thương háng. Ông trở lại vào ngày 14 tháng 12, hợp tác với Viscera nhưng thua trước Kane và Goodfather tại một chương trình gia đình tại Coamo, Puerto Rico. The Undertaker được quảng cáo trên poster Armegaddon thể hiện sự trở lại, nhưng trong khi đó, ông bị rách cơ ngực khiến ông phải điều trị gần tám tháng.

### American Bad Ass (2000-2001)

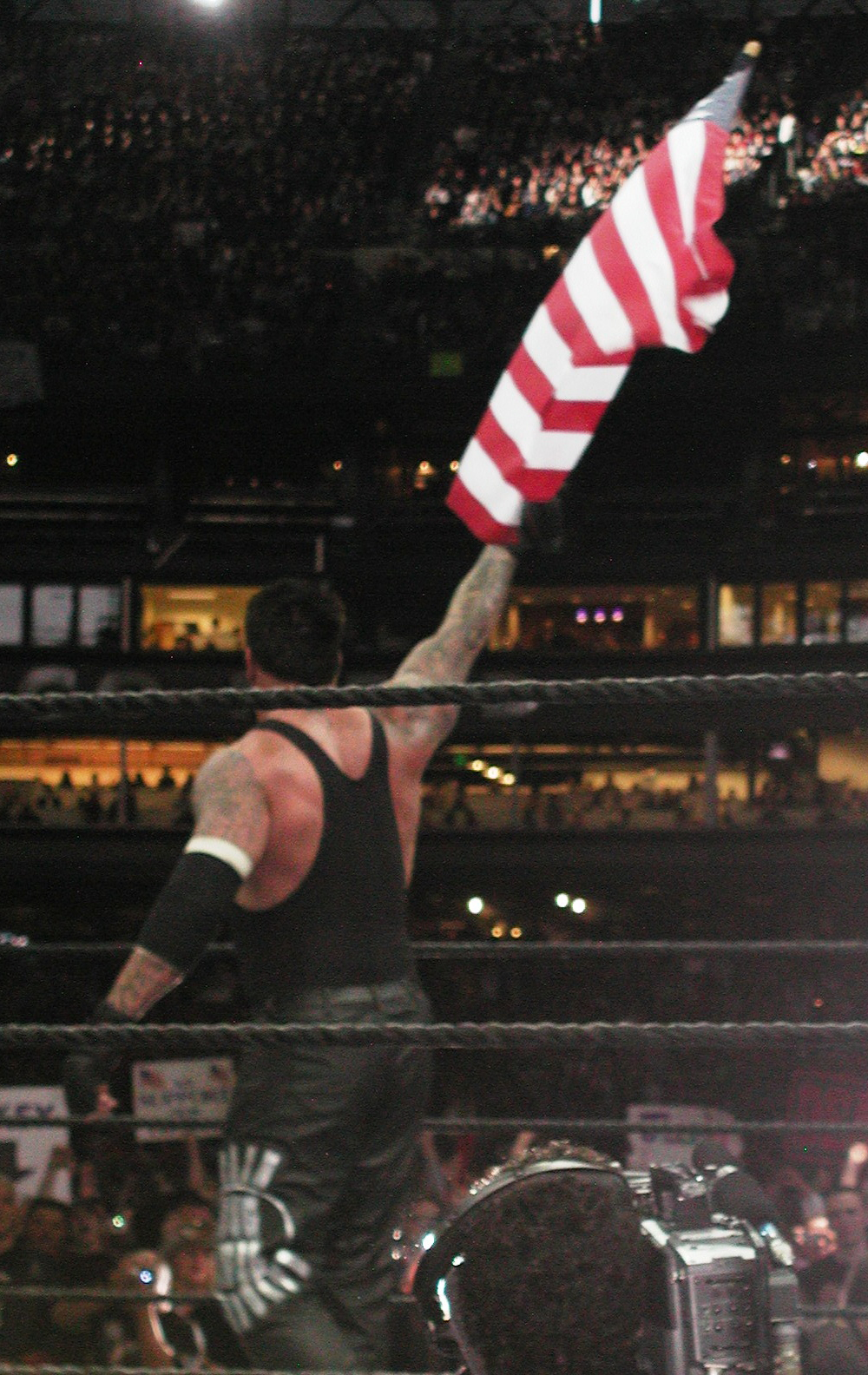
Undertaker tại WrestleMania XIX

Vào tháng 5 năm 2000, ông trở lại và bắt đầu sử dụng 1 tuyệt chiêu mới do ông sáng tạo ra trong thời gian dưỡng thương: Last Ride. Cùng với Tombstone, Last Ride đã trở thành một trong những đòn mạnh nhất trong lịch sử đô vật. Cùng với đó, The Undertaker cũng xuất hiện với một nhân vật mới: American Bad Ass. Khi Undertaker trở lại vào cuối trận Iron Match giữa Triple H và The Rock tại Judgment Day, ông nhận hạ gục tất cả thành viên của McMahon-Hemsley Faction, khiến ông một lần nữa trở thành nhân vật được fan yêu thích. Ông cũng nhắm vào người lãnh đạo họ, sau đó là WWF Champion Triple H. Tại sự kiện pay-per-view King of the Ring 2000, ông hợp tác với The Rock và Kane đánh bại Triple H, Vince McMahon và Shane McMahon. Sau đó, ông cặp với Kane và đánh bại Edge - Christian để có một trận đấu với họ tranh chức vô địch vào tuần sau. Kane đã phản bội Undertaker bằng cách tung hai lần chokeslam với ông, lần thứ hai đưa ông qua vòng, trong Raw ngày 8 tháng 8. Sự kiện này dẫn tới trận đấu khác giữa hai người tại SummerSlam 2000, trong một trận đấu không phân định được thắng thua khi mà Kane đã bỏ chạy khi bị Undertaker lột chiếc mặt nạ của mình.
The Undertaker sau đó thách đấu Kurt Angle cho WWF Champion tại Survivor Series. Tuy nhiên, Angle đánh bại ông sau khi đổi chỗ với anh trai ngoài đời của ông, Eric Angle. The Undertaker yêu cầu trao một vị trí Hell in a Cell cho một trận đấu sáu người tranh WWF Champion tại Armageddon. The Undertaker hứa sẽ làm cho ai đó nổi tiếng và làm như vậy trước khi ông tung chokeslam với Rikishi từ nóc lồng.
Năm 2001, Undertaker tái hợp cùng Kane một lần nữa như Brothers of Destruction, thách thức đai WWF Tag Team Champion. Họ đã có một trận đấu tại No Way Out, đối mặt với Edge và Christian và sau đó là nhà vô địch The Dudley Boyz trong một trận đấu bảng, nhưng không thành công. The Undertaker tiếp tục đánh bại Triple H tại WrestleMania X-Seven. Ông và Kane tiếp tục một cốt truyện tập trung vào Triple H, người đã thành lập một "liên minh bất ngờ" với nhà vô địch WWF Stone Cold Steve Austin tranh danh hiệu đồng đội. Và The Brothers of Destruction đã giành chiến thắng trước Triple H và Stone Cold. Sau khi giành đai, Triple H đã chèn ép Kane sau khi tấn công anh ta bằng búa tạ tại Backlash, nơi Brother of Destruction mất chức vô địch. Với Kane chấn thương, The Undertaker đã có mối thù ngắn với Austin cho đai vô địch WWF, nhưng đã không giành được tại Judgment Day.
Là một phần của The Invasion, kẻ thù tiếp theo của The Undertaker là Diamond Dallas Page, người bị ám ảnh luôn theo dõi vợ của The Undertaker, Sara. Tại SummerSlam, WCW Tag Team Championship The Undertaker và Kane đã đánh bại Page và cộng sự của Page, Chris Kanyon trong một trận lồng thép để giành đai WWF World Tag Team Champion. Tại Survivor Series, The Undertaker đã hợp tác với Kane, The Rock, Chris Jericho, và Big Show đối mặt Stone Cold Steve Austin, Booker T, Rod Van Dam của The Alliance, Shane McMahon và Kurt Angle (đây là lần cuối cùng Kane hợp tác với The Undertaker cho đến năm 2006). Angle đè đếm The Undertaker do sự can thiệp của Austin.

### Big Evil (2001-2003)
Sau khi The Alliance bị đánh bại, The Undertaker trở thành nhân vật phản diện bằng cách buộc nhà bình luận Jim Ross "hôn mông" Vince McMahon. Đây là khởi đầu của một nhân vật mới của The Undertaker, khi ông cắt tóc ngắn và tự gọi mình là "Big Evil". Tại Vengeance, The Undertaker đã đánh bại Rod Van Dam để giành đai WWF Harcode.

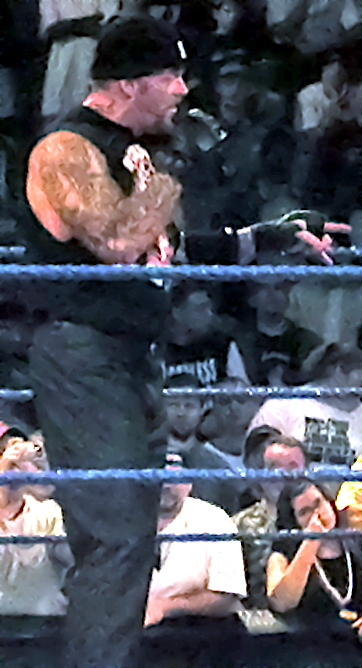
The Undertaker trong nhân vật "Big Evil"

Cốt truyện tiếp theo của The Undertaker bắt đầu tại Royal Rumble vào tháng 1 năm 2002, khi Maven loại ông bằng cách đánh ông bằng cú dropkick từ phía sau. Sau đó, The Undertaker loại luôn Maven để trả thù và tấn công anh ta một cách tàn nhẫn trong hậu trường. Trong một tập của 'SmackDown, The Rock đề cập đến việc loại The Undertaker tại Royal Rumble, khiến ông tức giận, và đáp lại bằng khiến The Rock trở thành ứng cử viên số một tranh WWF Champion không thể chối cãi. Cốt truyện tiếp tục khi The Rock tấn công The Undertaker trong trận đấu của ông với Maven tranh đai Harcode. Hai người đối mặt tại No Way Out, nơi ông thua do sự can thiệp từ Ric Flair. Sự việc này dẫn đến một cốt truyện với Flair, người đã từ chối thách đấu The Undertaker tại WrestleMania X8. Kết quả là, The Undertaker hành hung David Flair, con trai của Ric. Flair cuối cùng chấp nhận đấu sau khi The Undertaker đe dọa sẽ cho con gái Flair hình phạt tương tự. Một quy định không đủ tiêu chuẩn được thêm vào trận đấu và The Undertaker đánh bại Ric Flair.
Sau cốt truyện với Ric Flair, The Undertaker được draft sang thương hiệu Raw sau khi WWF chia đội hình thành hai thương hiệu. Tại Backlash, ông đánh bại Stone Cold để trở thành ứng cử viên số 1 cho danh hiệu WWF Undisputed Champion, sau đó, ông đã giúp Hollywood Hulk Hogan đoạt được đai Undisputed Champion mà chủ nhân của nó lúc đó là Triple H. Và Undertaker đã có được chiếc đai vô địch thứ tư trong sự nghiệp (WWF champion) khi đánh bại Hogan tại giải đấu Judgment Day 2002. Đêm tiếp theo trong Raw, The Undertaker thua Rod Van Dam cho chức vô địch ông đang giữ, nhưng Ric Flair bắt đầu lại trận đấu và ông lấy lại chức vô địch. Raw ngày 1 tháng 7, The Undertaker một lần nữa trở thành nhân vật chính diện sau khi đánh bại Jeff Hardy trong trận Thang và giơ tay Hardy như một sự tôn trọng. Tuy nhiên ông đã mất chiếc đai này vào tay The Rock tại giải đấu Vengeance 2002 trong 1 trận đấu tay 3 giữa ông, The Rock và Kurt Angle (mặc dù ông không phải là người bị đè). Trong SmackDown! ngày 29 tháng 8, Undertaker được draft sang thương hiệu SmackDown (nơi ông ở lại cho đến khi mở rộng thương hiệu đầu tiên kết thúc năm 2011) cùng Brock Lesnar, Chris Benoit và Eddie Guerrero, Undertaker đã đánh bại Chris Benoit và Kurt Angle trong trận đấu ba người để trở thành ứng cử viên số một cho WWE Championship (đổi tên từ WWF Champion) và thách đấu Lesnar cho danh hiệu tại Unlorgiven, kết thúc bằng hai lần bị loại. Điều này dẫn tới một trận đấu giữa hai người tại No Mercy trong 1 trận đấu Hell in a cell bất chấp việc mình đã bị gãy tay phải trước đó. Ông đã thua Brock trong 1 trận đấu vô cùng gay cấn và máu me (trận đấu được đánh giá là một trong những trận Hell in a cell hay và đẫm máu nhất lịch sử WWE/F).Ở cuối trận, Undertaker định Tombstone kết liễu Brock thì bị Brock đảo ngược rồi F5 và pin.Undertaker đánh mất cơ hội giành đai WWF từ Brock Lesnar.
The Undertaker nghỉ ngơi sau khi The Big Show ném ông ra khỏi sàn đấu, tạo mối thù mới. Ông trở lại tại Royal Rumble vào tháng 1 năm 2003. Ông lập tức tiếp tục mối thù với Big Show và đánh bại anh ta bằng cách đệ trình tại No Way Out với một tam giác không cân bằng. A-Train bước vào cốt truyện khi cố gắng tấn công The Undertaker sau trận đấu, nhưng Nathan Jones đã trợ giúp ông ta. Cốt truyện tiếp diễn khi The Undertaker bắt đầu huấn luyện Nathan vật và hai người được lên lịch đấu với Big Show và A-Train trong trận đồng đội bốn người tại WrestleMania X8. Tuy vậy, Jones đã bị loại trước trận đấu, biến nó thành trận đấu chấp người, The Undertaker giành chiến thắng với sự giúp đỡ từ Jones.
Trong cuối năm đó, The Undertaker có mối thù ngắn với John Cena và có cơ hội hai lần vô địch WWE. Lần đầu là vào ngày 4 tháng 9 trong SmackDown!, gặp Kurt Angle nhưng trận đấu kết thúc khi Brock Lesnar can thiệp. Lần hai là tại No Mercy trong trận Biker Chain giữa ông và Lesnar nhưng thua do sự can thiệp từ Vince McMahon. Điều này dẫn tới mối thù giữa The Undertaker và Vince McMahon, đỉnh điểm là tại Survivor Series mà Undertaker thua trận Chôn Sống với McMahon khi Kane phá đám. The Undertaker biến mất một thời gian sau trận đấu và Kane tuyên bố ông "đã chết và bị chôn vùi mãi mãi".

### Trở lại là "Thần chết" (2004-2007)

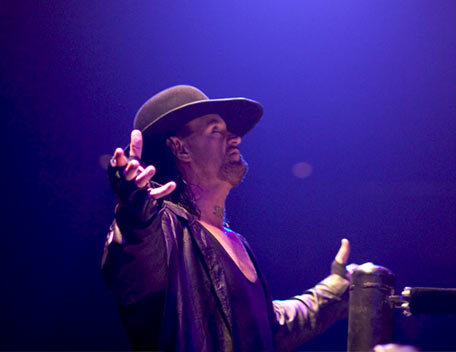
The Undertaker, đang đánh thức đèn võ đài, như phong cách của ông khi bước lên võ đài.

Kane bị ám ảnh bởi những chi tiết Undertaker vẫn sống sót và trở lại. Lần đầu là tại Royal Rumble khi nhạc Undertaker vang lên, đánh lạc hướng Kane và Booker T dễ dàng loại bỏ anh ta. Cùng Paul Bearer, ông trở lại dưới dạng The Deadman tại Wrestlemania 20 (2004) và đã đánh bại Kane. Tại Judgment Day, The Undertaker đánh bại Booker T. Ba tháng sau, Paul Heyman ra lệnh cho The Dudley Boyz bắt cóc Bearer. Do đó Heyman toàn quyền "sở hữu" Undertaker. Tại The Great American Bash, Undertaker chiến đấu với Dudley Boyz, với quy định nếu ông nằm xuống và cố tình thua, Heyman sẽ chôn Bearer bằng xi măng. Ông đã thắng và ngăn Heyman chôn Bearer, nhưng sau khi ông tuyên bố Bearer chỉ là một trách nhiệm vô dụng, ông đã tự chôn mình.
The Undertaker bắt đầu mối thù với nhà vô địch WWE lúc đó John Bradshaw Layfield (JBL) qua việc thách đấu ông ta tranh đai tại SummerSlam mà ông thua và bị loại. Tại No Mercy, ông và JBL đã đấu trận Last Ride đầu tiên, nhưng ông thua do Heidenreich can thiệp. Sau khi đánh bại Heidenreich tại Survivor Series, The Undertaker tiếp tục mục tiêu là WWE champion. Cùng Eddie và Booker T, ông thách đấu JBL trong trận tranh đai bốn người 
tại Armageddon, và lại thua do Heidenreich can thiệp. Mối thù lên đỉnh điểm giữa hai người trong trận quan tài tại Royal Rumble, mà ông đóng nắp quan tài chứa đối thủ bên trong để thắng.
Randy Orton thách đấu ông tại WrestleMania 21 và tuyên bố chính anh ta sẽ kết thúc chuỗi bất bại của ông tại WrestleMania. Ngay cả có sự giúp đỡ từ cha mình, Orton vẫn thua qua đó nâng kỷ lục The Streak lên 13-0. Sau hai tháng ngưng đấu, ông trở lại SmackDown! ngày 16 tháng 6 nhưng thua JBL sau sự can thiệp từ Orton.
SmackDown ngày 16 tháng 6 năm 2005, ông trở lại và thua JBL (được Orton giúp sức) và  mất cơ hội giành World Heavyweight Championship. Ông đã tuyên bố một ngày nào đó sẽ lấy bằng được chiếc đai này từ Batista (ông chưa lần nào giữ đai này). Cùng thời gian này, ông thua Randy và Cowboy Orton trong trận "Casket match" và ông lại biến mất trong khoảng 2 tháng, sau đó ông trở lại với bộ áo thi đấu mới và một hình tượng còn ghê rợn hơn lúc trước rất nhiều, thể hình của ông đã chắc gọn hơn so với những năm đầu thi đấu (340 pound -> 305 pound). Ông đã chiến thắng Orton 1 lần nữa trong trận "Hell in a cell" - loại trận đấu mà ông chưa bao giờ thua một cách thực sự. Sau đó, ông vắng mặt khỏi võ đài một thời gian.

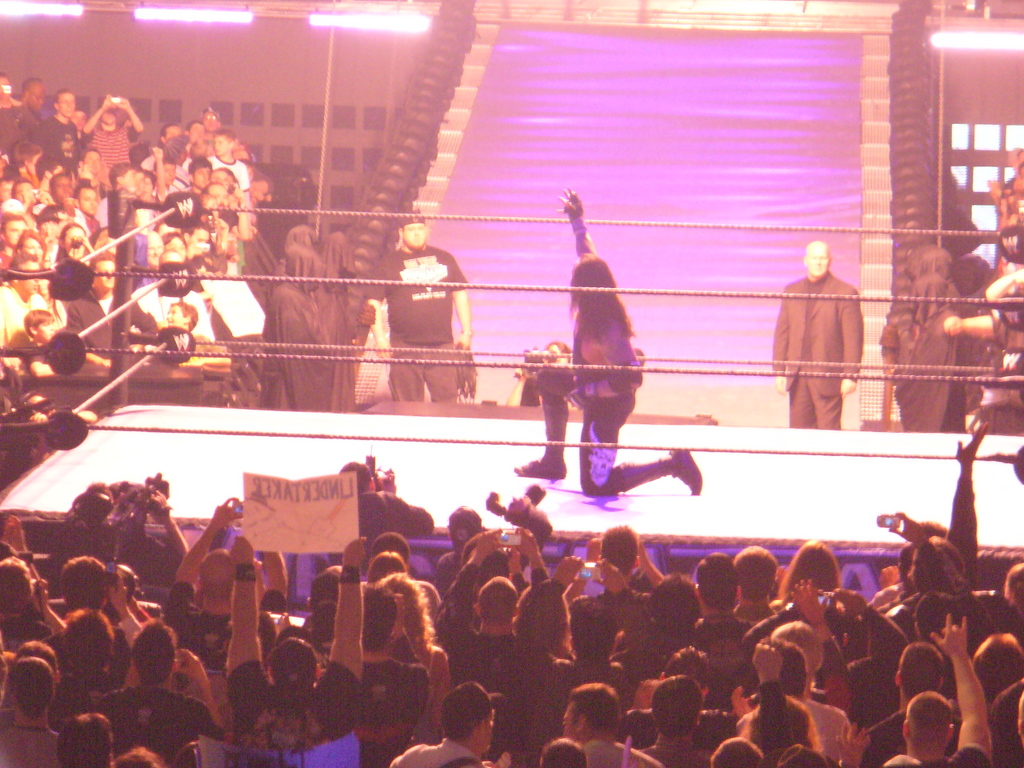
The Undertaker bảo toàn mạch bất bại The Streak của mình tại WrestleMania 22

Tại Royal Rumble 2006, Undertaker trở lại khi Kurt Angle đang ăn mừng chiến thắng cho chiếc đai World Heavyweight và ông tuyên bố thách đấu. Tại No Way Out 2006, ông đã thua Angle trong 1 trận đấu kéo dài hơn 30 phút, và kết thúc bằng 1 quyết định gây tranh cãi của trọng tài. Sau đó, ông gần như chắc chắn có được chiếc đai World Heavyweight khi hạ gục Angle bằng đòn Tombstone, thế nhưng The World Strongest Man - Mark Henry - Người khiến Batista phải vào viện trong hơn 6 tháng trời - đã là người lên phá trận đấu. Tại Wrestlemania 22, Undertaker tiếp tục thành tích bất khả chiến bại của mình ở giải đấu này (14-0) khi thắng Mark Henry trong trận "Casket match". Sau đó, lần lượt là The Great Khali, Mr. Kennedy tiếp tục phá các trận đấu của Undertaker nhằm triệt tiêu hy vọng có được danh hiệu World Heavyweight Championship lần đầu tiên, tuy nhiên tất cả đã thất bại sau các trận "Last man standing match" và "Last Ride match".
Cơ hội lại đến với Undertaker khi mà Batista lúc này 1 lần nữa là chủ nhân của đai World Heavyweight. Tại Royal Rumble 2007, ông loại được Shawn Michaels, trở thành người đầu tiên số 30 chiến thắng "Royal Rumble match" và được quyền thách đấu một trong 3 chiếc đai danh giá nhất của tổ chức: John Cena - WWE Championship, Bobby Lashley - ECW Championship, Batista - World Heavyweight Championship. Ông đã chọn Batista.
Và tại Wrestlemania 23 (01 tháng 4 năm 2007), giấc mơ đã trở thành hiện thực khi The Undertaker đã bảo vệ và nâng thành tích bất khả chiến bại tại giải đấu này lên con số 15-0, đồng thời, lần đầu tiên trở thành The World Heavyweight Championship của WWE.

### Theo đuổi World Heavyweight Champion (2008)

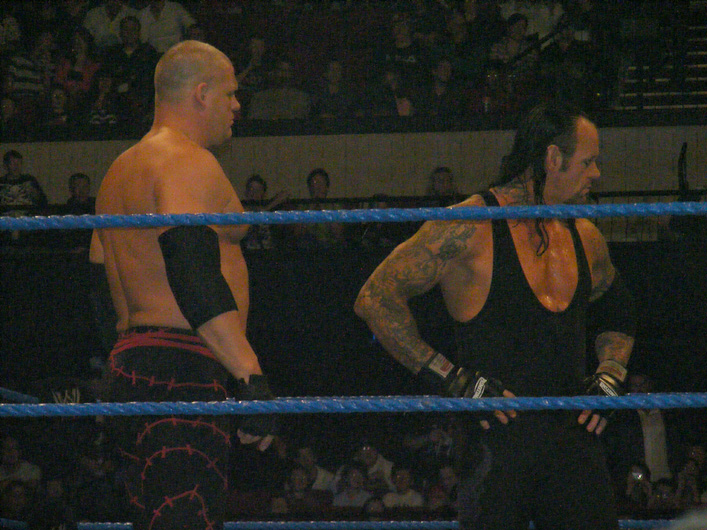
Undertaker (phải) và Kane là một phần của The Brothers of Destruction năm 2008

Tại No Way Out 2008,The Undertaker đã đánh bại Batista, The Great Khali, Finlay, Montel Vontavious Porter, and Big Daddy V trong trận Elimination Chamber và được 1 suất tranh đai World Heavyweight Championship với Edge tại Wrestlemania XXIV. The Undertaker tính đến năm 2008 đã tròn 16 lần bất bại tại các giải PPV chuyên nghiệp WrestleMania. Từ WrestleMania VII đến WrestleMania XXIV, The Undertaker liên tục chiến thắng trong từng năm. Vào năm 2008, The Undertaker đã có chiến thắng thứ 16 tại WrestleMania XXIV, trước đối thủ là đương kim World Heavyweight Championship Edge và trở thành World Champion và nâng cao kỉ lục bất bại 16-0 ở WrestleMania.
Sau WrestleMania XXIV, The Undertaker đã cầm trong tay chiếc đai danh giá World Heavyweight Championship. Nhưng sau khoảng 4-5 tuần ông bị quản lý của SD! Vickie Guerrero tước đai do sử dụng đòn cấm Hell's Gate. 18/5/2008 tại PPV Judgment Day Undertaker sẽ tái đấu với Edge để tranh đai World Heavyweight và đã thắng, nhưng Vickie đã không công nhận ông là nhà vô địch vì theo luật của WWE không tính chiến thắng bằng Disqualification và đếm 10 tiếng bên ngoài võ đài. Ngày 1/6 ông và Edge sẽ tái đấu tại One Night Stand theo thể loại trận bàn, thang và ghế (Tables, Ladder anh Chairs viết tắt là TLC). Ông đã thua Edge trong One Night Stand và đã bị loại bỏ khỏi WWE sau 24 năm làm việc theo luật của trận đấu do Vickie Guerrero đặt ra.

### Trở lại (2008 - 2009)

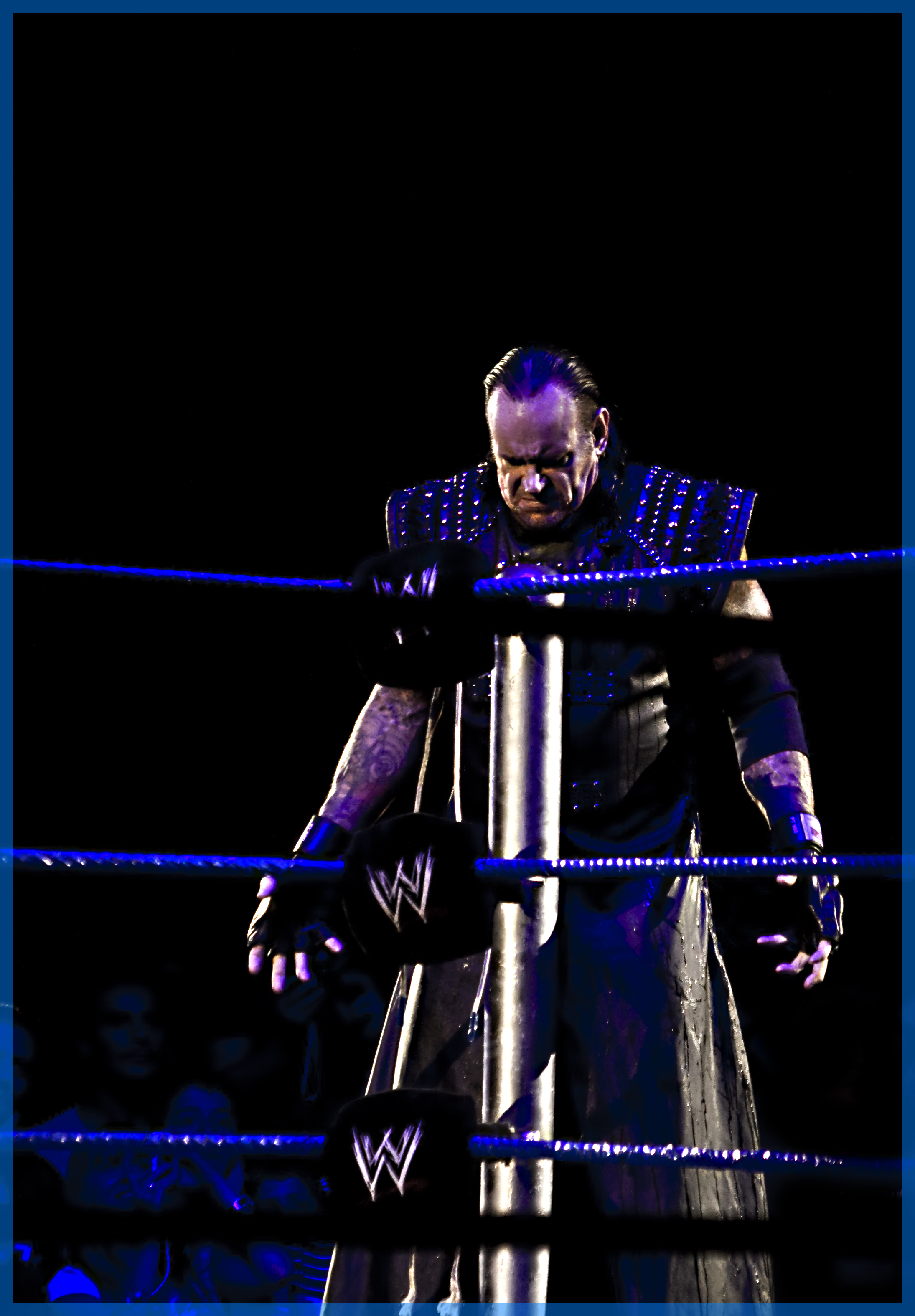
Undertaker vào năm 2009.

Không lâu sau, ông được Vickie mời về để giúp bà trả thù tên Edge bội bạc. Ngày 26/7/2008, Vickie Guerrero quyết định cho The Undertaker trở lại để tiêu diệt Edge sao vụ hôn nhân bất thành trong trận Hell In A Cell tại SummerSlam. The Undertaker lấy đầu Edge đập vào chiếc lồng sắt làm chiếc lồng sắt bị gãy để chiến thắng và đã suýt giết Edge sau khi dùng đòn Super Chokeslam trên cầu thang và kết quả là thủng sàn đấu, sau đó The Undertaker đã thiêu rụi Edge bên dưới. Kẻ thù lớn nhất của ông là Big Show. Ở Survivor Series, ông đã thắng Big Show trong trận Casket Match.

## Wrestlemania 25 " Bóng Tối" vs "Ánh Sáng"
Shawn Michaels sau khi được phóng thích từ JBL đã ngông cuồng thách đấu với ông tại WrestleMania 25, và còn tuyên bố sẽ kết thúc chuỗi bất bại tại WrestleMania, và tại show RAW Michaels đã Sweet Chin Music lén ông, sau đó làm trò đập tấm bia mộ có ghi 16-1.
WrestleMania 25, ông đã cùng Michaels trình diễn cho khán giả 1 trận đấu kinh điển, Michaels đã chịu được 1 đòn Tombstone Piledriver điều mà hiếm ai làm được, và 1 chiêu chokeslam, 1 chiêu Last Ride. Undertaker cũng đã phải nhận 2 cú Sweet Chin Music của Michaels nhưng ông vẫn không chịu thua. Khi Michaels làm 1 cú Moonsault thì ông đã tóm được và thực hiện cú Tombstone thứ 2 và giành chiến thắng, nâng thành tích bất bại lên thành 17-0. Đây là trận đấu nhận giải PWI trận đấu của năm 2009. Sau Wrestlemania, The Undertaker dưỡng thương khoảng một thời gian.

## Lần thứ ba trở thành World Heavyweight Champion (2009 - 2014)

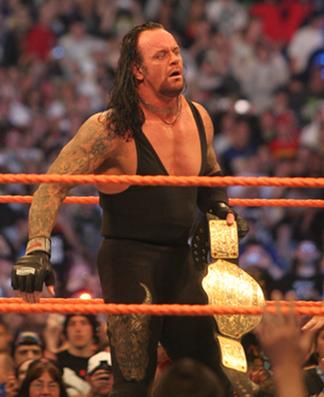
Undertaker với chiếc đai World Heavyweight Champion.

Sau khoảng 4 tháng dưỡng thương, tại Summerslam 2009, Undertaker đã Chokeslam CM Punk để đánh dấu sự trở lại của mình để tranh đai World Heavyweight Champion. Tại Breaking Point, sau khi khóa CM Punk bằng đòn Hell's Gate thì Teddy Long bước ra và nói trận đánh được tiếp tục. CM Punk đã lợi dụng sơ suất của Undertaker mà thắng. Tại một show Smackdown, Undertaker làm tài xế xe của Long và bắt cóc Long đi. Một tuần sau, Teddy Long đã thông báo với Cm Punk đòn Hell's Gate đã hết thời hạn cấm và cho CM Punk bảo vệ đai của mình trong trận Hell in a Cell sắp tới. Tại Decade of Smackdown ngày 2/10 Undertaker đã cùng với John Cena, D-Generation X đã đánh bại được Randy Orton, The Legacy. Ngày 4/10/2009 Tại WWE Hell in a Cell, The Undertaker đã cầm trên tay đai World HeavyWeight Champion lần thứ 3 khi đánh bại được CM punk trong lồng sắt. Undertaker đã thành công bảo vệ đai của mình trước CM Punk trong trận rematch và một lần nữa tại WWE Bragging Rights trong trận Fatal-four way trước Batista, CM Punk, Rey Mysterio. 1 tuần sau, Big Show đã trở thành người sẽ đấu với The Undertaker để tranh World heavyweight Champion tại Survivor Series 2009. Tại Show smackdown ngày 30/10, Chris Jericho đánh bại Kane để trở thành người thách thức #1 có trong trận tranh đai World Heavyweight Champion tại Survivor Series, điều đó đã tạo nên một trận Triple Threat Match. Tại Survivor Series The Undertaker bảo vệ thành công đai của mình trước The Big Show và Chris Jericho.Batista sau khi cho Rey Mysterio vào viện đã đấu với Kane trong trận #1 Contender Match for World Title. Batista đã chiến thắng, và tại WWE TLC, Undertaker sẽ đấu với Batista trong trận Chair Match. Ông đã thắng Batista bằng đòn Tombstone Piledriver, mặc dù trước đó Batista đã chơi xấu ông. Tuần tiếp theo, Batista và Rey Mysterio đã đấu trận #1 Contender Match để tranh vào đấu tranh đai với ông. Rey thắng, và sẽ đấu với Undertaker tại show SmackDown Christmas Night. Trong khi trận Undertaker vs Rey Mysterio for World Title đang diễn ra thì Batista lên sàn đấu và tấn công cả Undertaker và Rey Mysterio. Undertaker sau đó đã phải hứng trọn chiêu 619 của Rey Mysterio, mặc dù trước đó trận đấu là No Contest do Batista lên phá. Tại Royal Rumble 2010, ông đã thắng Rey Mysterio qua đó tiếp tục giữ đai World Heavyweight Championship.

## Wrestlemania 26 "The Streak vs Career"

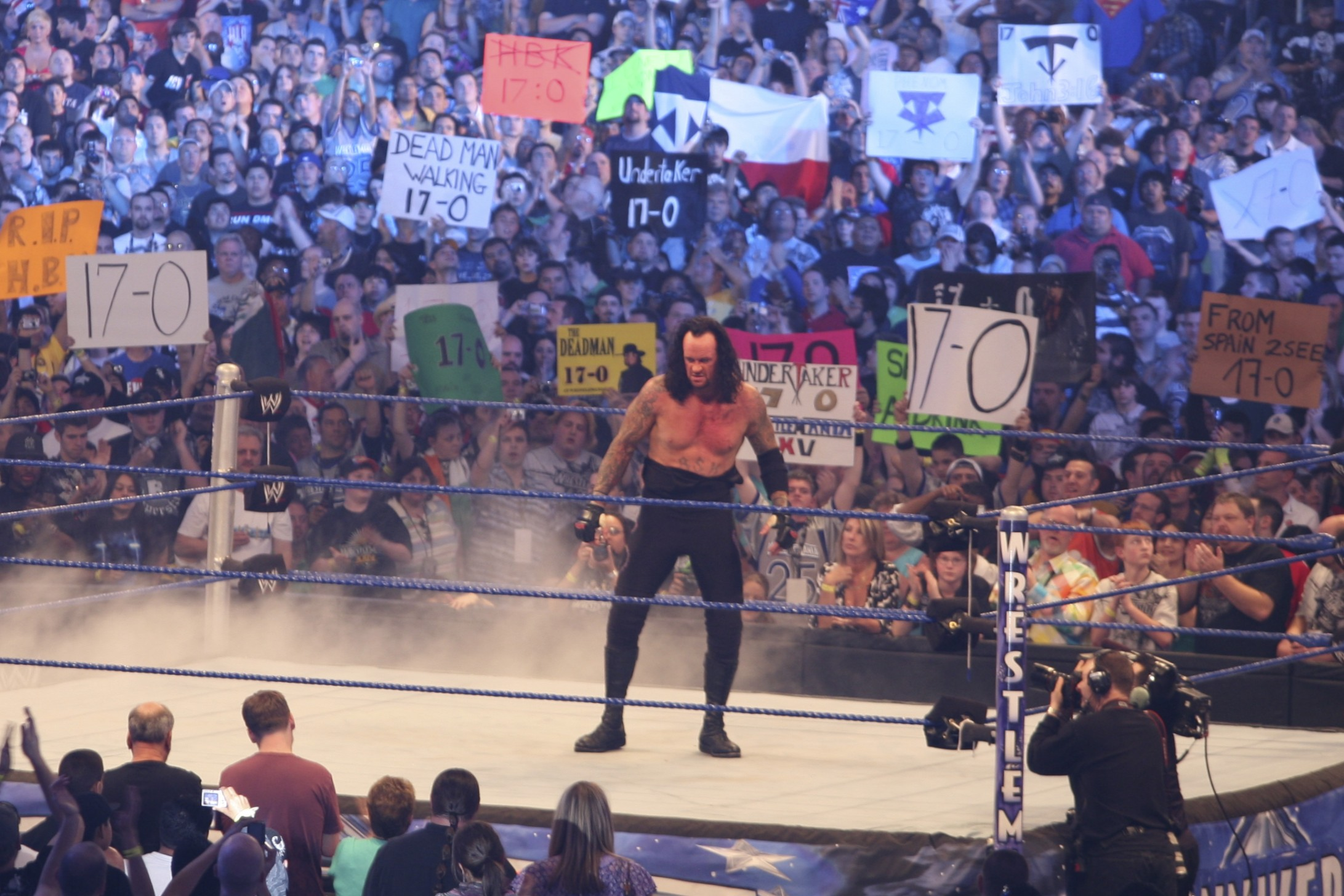
The Undertaker sau khi đánh bại Shawn Michaels tại WrestleMania XXV

Tại trận Elimination Chamber Qualifying Match ông đã để mất chiếc đai World Heavyweight Championship vào tay Chris Jericho sau khi có sự can thiệp của Shawn Michaels. Vì Shawn Michaels đã lý giải hành động tấn công Undertaker là do ước muốn đấu với ông tại Wrestlemania một lần nữa, Undertaker đã chấp nhận sẽ đấu với Michaels tại WrestleMania 26, nhưng ông cũng ra điều kiện: nếu Shawn Michaels thua, anh ta sẽ phải giã từ sự nghiệp đô vật của mình.
Tại WrestleMania 26, ông cũng đã xuất sắc hạ được Shawn Michaels, dính 3 lần chiêu Sweet Chin Music vẫn không thua, nhưng ông phải dùng chiêu Tombstone Piledriver 3 lần mới đánh bại được Shawn Michaels, nâng tổng số trận bất bại tại WrestleMania lên 18-0. Ông cũng có mặt trong buổi chia tay của Shawn Michaels với khán giả trong 1 trận đấu chuẩn bị cho ppv Fatal-Four-Way, ông bị chấn thương và được SmackDown thông báo là ông đang trong trạng thái nằm thực vật, chính điều này đã khiến Kane, em trai ông, điên cuồng tấn công tất cả các đô vật của SmackDown để tìm ra thủ phạm và trả thù cho ông, và cuối cùng, chính Kane là người đã tấn công ông.

## Summer Slam 2010: "Sự Trở Lại"

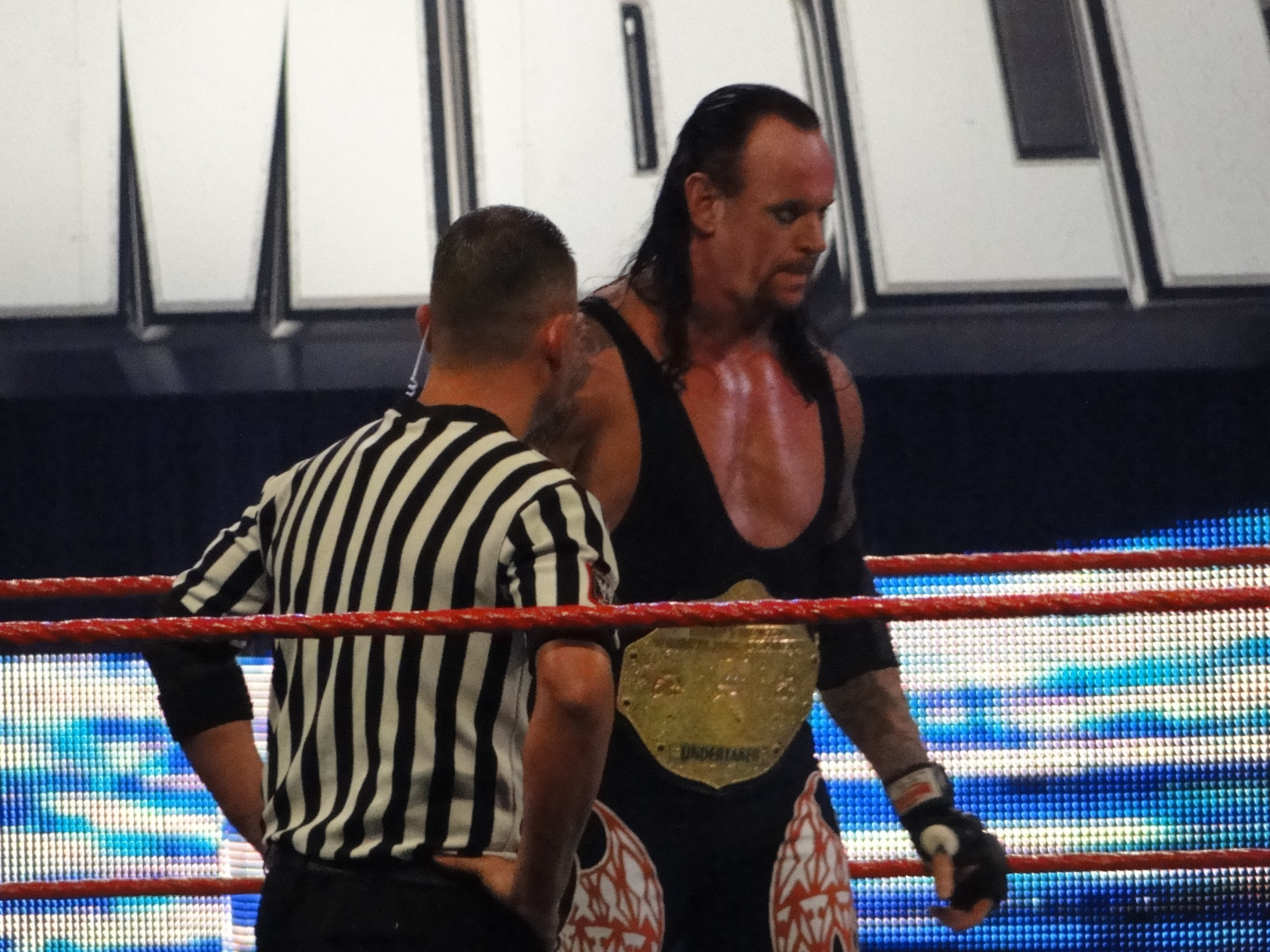
Undertaker bảo vệ đai World Heavyweight Champion tại Royal Rumble vào tháng 1 năm 2010

Tại SummerSlam 2010, ông đã trở lại nhưng không may bị Kane Tombstone. Đây là kì Summerslam thứ 3 ông trở lại. Tại show Smackdown tiếp theo ông đã thách đấu với Kane. Và tranh đai World Heavyweight Championship với Kane ở Night of Champion 2010 nhưng khi ông định Tombstone Kane, thì bị Kane chơi ngược lại và đã thua. Tại SmackDown tiếp theo ông thách đấu với Kane ở Hell in a cell cùng với Paul Bearer (manager cũ của ông và Kane hay còn gọi là The Father of Destruction) ở show Hell in a cell ông lại thua Kane vì Paul Bearer đã phản ông. Sau trận đấu đấy, ông liên tục tấn công Kane. Và tại Bragging Rights 2010 ông và Kane gặp nhau tại trận Buried Alive ông gần như thắng trận nhưng đến cuối trận ông lại bị The Nexus tấn công và cuối cùng ông bị Kane chôn sống và thất bại. Sau trận đấu đó ông đã bị chấn thương một thời gian.

## Wrestlemania 27 "Báo Thù"

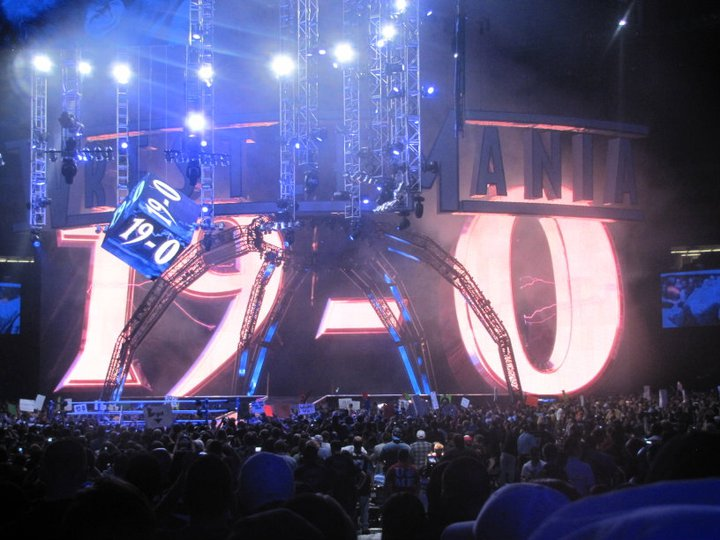

Ông trở lại RAW vào ngày 2/21/11,và cùng lúc đó cũng là sự trở lại của The Game Triple H, Triple H lấy cớ trả thù cho bạn thân của mình là HBK và tuyên chiến với Undertaker tại WrestleMania 27, sau nhiều lần đối mặt, Undertaker chọn ra một trận đấu là No Countdown. No Disqualification. No Holds Barred.
Ngày 3/4/2011 cũng đến, tại Wrestlemania 27 xảy ra một trận đấu ác liệt cho thấy không có sự khoan dung của ai,tới gần cuối trận đấu Undertaker phải nếm 3 Pedigree thêm 1 đòn Tombstone Piledriver và một loạt ghế đập vào lưng và một cái đập thẳng vào đầu...nhưng khi Triple H pin thì mới chỉ tới 2 là hết... Triple H lui lại nhìn Undertaker với ánh mắt sợ hãi... và cuối cùng nghĩ chỉ có dùng đến búa mới thắng được, Triple H xuống võ đài lấy búa sau khi đi lên thì bất ngờ dính Hell's Gate... anh cố thoát nhưng không được sau đó phải đập tay....chuỗi bất bại lại lên con số 19-0... sau trận đấu Undertaker đã gần như kiệt sức...trọng tài phải kêu xe ra đưa Undertaker vào trong...trong tiếng cổ vũ của khán giả.

## Wrestlemania 28 "Chấm dứt thù hận"
Ngày 1/2/2012. Sau show PPV Royal Rumble kết thúc đêm Super Show tiếp theo khi Triple H đang nói chuyện với Giám đốc RAW thì bất ngờ Undertaker trở lại, bất ngờ hơn là Undertaker trở lại để thách đấu Triple H tại WrestleMania 28, nhưng Triple H vẫn chưa đồng ý lời thách đấu của Undertaker. Sau nhiều cuộc nói chuyện và sự trở lại của HBK, Triple H đã nhận lời thách đấu tại Hell In A Cell (The End Of An Era). HBK là "trọng tài đặc biệt" cho trận đấu này.

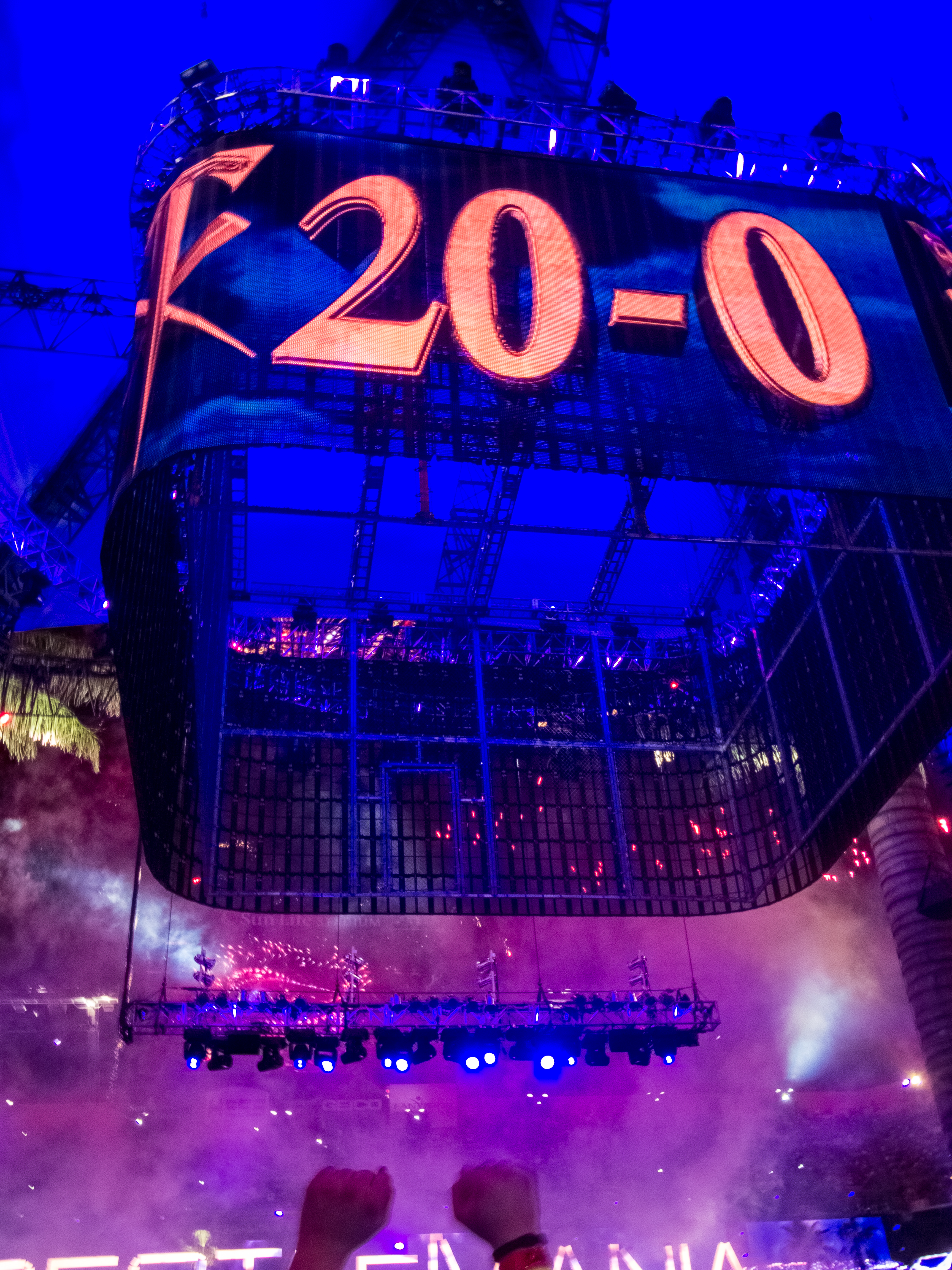

Tại WrestleMania 28.Trọng tài Shawn Michaels bước ra đầu tiên, tiếp đó là Triple H và cuối cùng là The Undertaker. Bước vào trận đấu, Undertaker giành lợi thế hơn Triple H khi cho Triple H liên tiếp ăn đòn. Sau đó, Triple H định Pedigree lên bậc thang nhưng Undertaker thoát được, tiếp đó Triple H làm Spinning Spinebuster lên bậc thang và bị dính Hell's Gate.Triple H thoát được. Sau đó, Triple H liên tiếp dùng ghế đánh Undertaker rất nhiều đến lúc HBK can thiệp vào thì Triple H mới dừng tay nhưng pin chỉ được 2 lần đếm. Triple H định dùng búa đánh Undertaker nhưng HBK ngăn lại vì như thế là quá nặng tay. HBK đến hỏi tình hình của Undertaker thì bị dính Hell's Gate, Triple H dùng búa đập vào đầu Undertaker để giải thoát HBK. Sau đó đến lượt Triple H dính luôn Hell's Gate và gần như ngất xỉu. Một trọng tài khác được đưa vào để tiếp tục trận đấu vì HBK đã ngất xỉu rồi (dính Hell's Gate). Triple H tỉnh dậy thì bị Undertaker Chokeslam, Undertaker pin 2 lần đếm. Undertaker bực nên Chokeslam luôn ông trọng tài mới. Sau đó Undertaker định Tombstone thì Triple H thoát được và đẩy Undertaker vào HBK và bị Sweet Chin Music, Triple H thực hiện Pedigree ngay sau đó nhưng pin chỉ được 2 lần đếm. HBK ôm mặt không tin vào mắt mình nữa. Tiếp đó đến lượt Undertaker phản công cho Triple H nếm đủ đòn và Tombstone nhưng pin chỉ 2 lần đếm. Sau đó Triple H tiếp tục đánh Undertaker và cho Undertaker ăn 1 Pedigree nhưng pin chỉ được 2 lần đếm. Triple H bò dậy lấy búa thì Undertaker ngăn lại và cho Triple H ăn 1 loạt ghế. Cuối cùng HBK can thiệp vào thì Undertaker mới buông tha và pin được 2 lần đếm. Sau đó, HBK và Undertaker nói Triple H hãy chịu thua để không còn đau đớn nữa. Triple H đã gần như kiệt sức nhưng vẫn ngoan cố không chịu thua và ăn 1 búa. Undertaker làm biểu cảm "Rest in Peace" và Tombstone Piledriver lên Triple H. Pin, 20-0. The End Of An Era, kết thúc trận đấu với hình ảnh HBK cùng Undertaker dìu Triple H vào trong như người bạn. Mối thù giữa 3 người đã chính thức chấm dứt.
Tại RAW 1000 23/7/2012. Thật bất ngờ, Undertaker trở lại giúp Kane và cùng Kane Double Chokeslam và Double Tombstone Piledriver.
Tại 1 show RAW của lễ trao giải Slammy, The Undertaker cùng Triple H nhận giải thưởng Slammy cho Match of The Year. (Best match of year). Triple H đã ra nhận giải thưởng và cảm ơn mọi người cùng 1 câu nói về sự trở lại của The Undertaker sắp tới.
"You won't seen the last of The Undertaker"

## Wrestlemania 29 "Người cha"
Vào ngày 23/2/2013 tại Smack Down House Show in Texas. Undertaker đã trở lại và cùng Sheamus đánh bại Damien Sandow và Wade Barret.
Tại RAW Old School 4/3/2013 The Undertaker đã trở lại, trong trận Fatal 4 way bao gồm CM Punk, Sheamus, Randy Orton, Big Show. CM Punk đã giành chiến thắng và bây giờ anh ta phải đối mặt với Undertaker tại Wrestlemania 29.

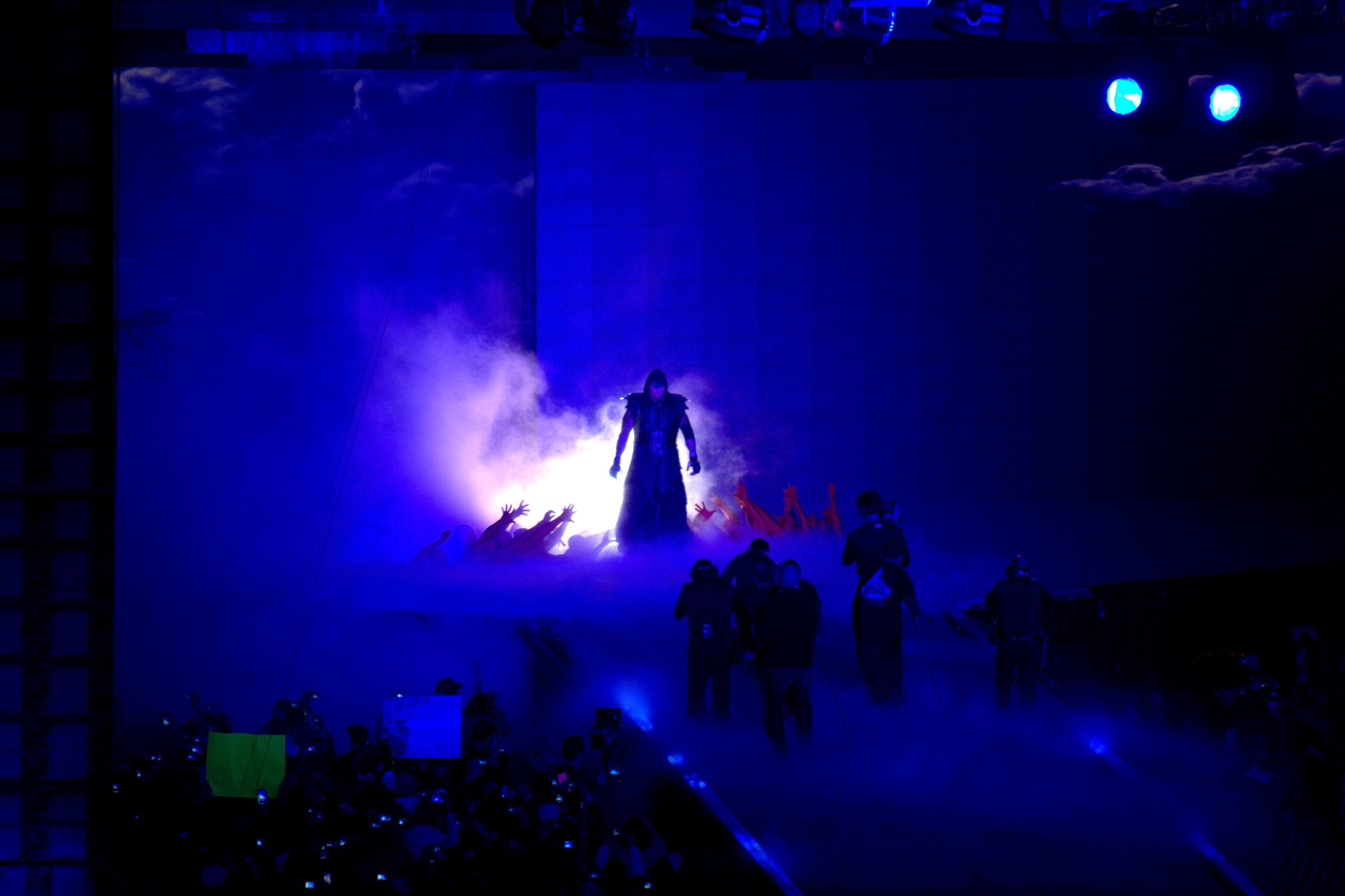

Sau cái chết đột ngột của Paul, CM Punk liên tục công kích Undertaker và cướp đi chiếc bình sức mạnh. Đùa cợt với chiếc bình và chế nhạo Undertaker rất nhiều lần. Tại Show Raw trước khi diễn ra Wrestlemania 29. Undertaker đã tuyên bố rằng " The Streak may end on Sunday, but you won't live to talk about it!"-"The Streak có thể kết thúc vào chủ nhật này, nhưng ngươi sẽ không sống được để nói về nó đâu!". Vào ngày 7/4/2013, The Streak Match chính thức bắt đầu. Khởi đầu là màn chào sân của CM Punk với Paul Heyman. Tiếp đó là màn xuất hiện đầy tử khí của Undertaker. Trong suốt trận đấu, Undertaker luôn chiếm thế thượng phong liên tiếp ra đòn nhắm vào mặt CM Punk. Hell's Gate CM Punk. Khi bị CM Punk khóa Anaconda Vice, Undertaker không nao núng từ từ thoát khỏi chiêu khóa. Tiếp đó CM Punk GTS Undertaker và ngay sau đó Undertaker Tombstone Piledriver CM Punk nhưng pin chỉ 2 lần đếm. Undertaker dùng Last Ride nhưng bị CM Punk dùng chiếc bình đập vào đầu, tưởng đâu thắng được nhưng pin cũng chỉ 2 lần. Đến cuối trận đấu, CM Punk định GST Undertaker nhưng bị Undertaker đảo ngược Tombstone Piledriver lần thứ 2. Và pin 1,2,3. Kết thúc trận đấu, Undertaker tiến tới lấy lại chiếc bình của mình. Undertaker đã rơm rớm nước mắt, rất vui khi trả thù được CM Punk và lấy lại được di vật của Paul Bearer. Undertaker rời sàn đấu cùng chiếc bình và con số 21-0!

## Wrestlemania 30 "Chapter 1: Chấm dứt The Streak"

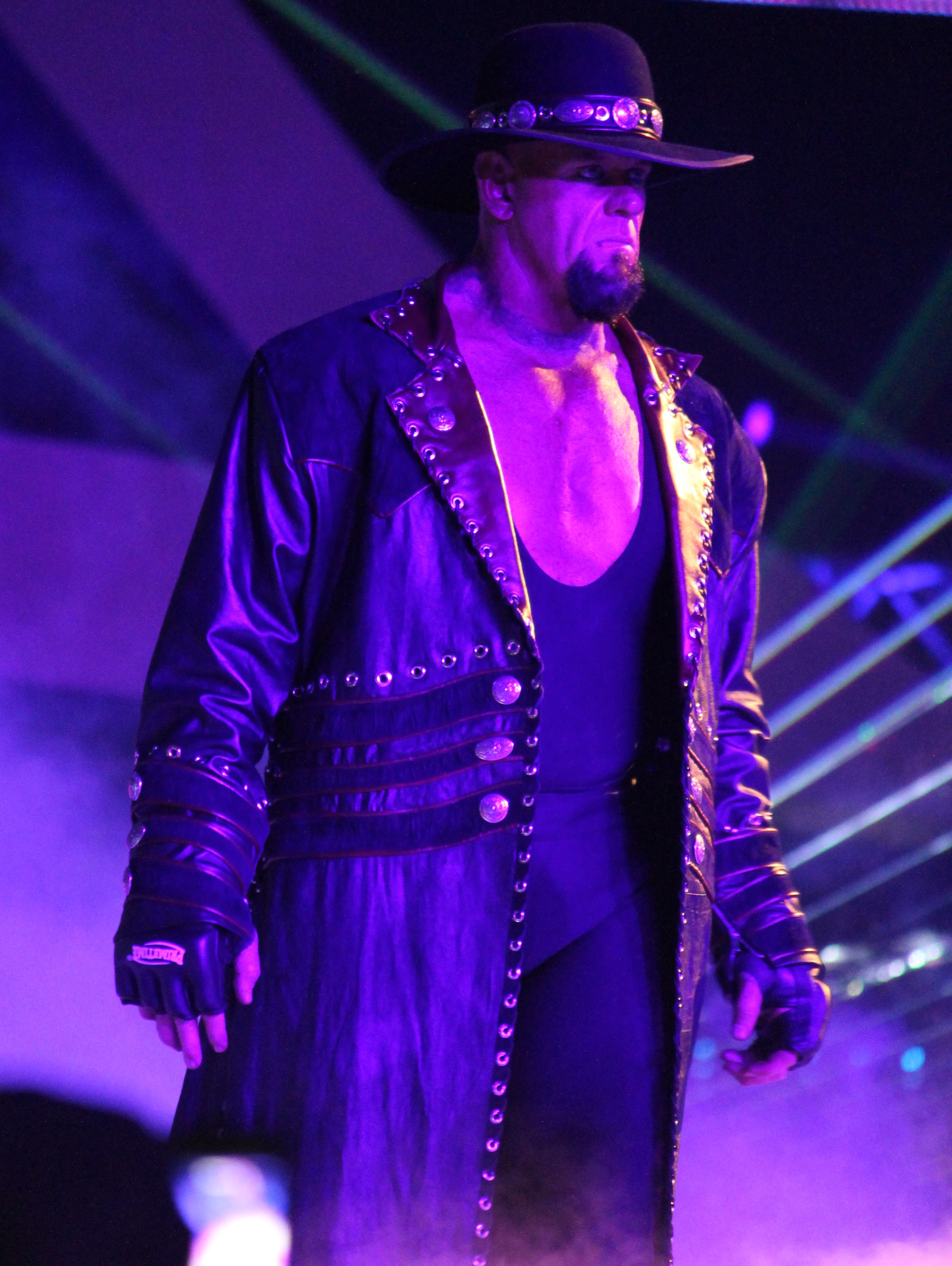
The Undertaker xuất hiện đang tiến ra võ đài tại WrestleMania XXX

Thật bất ngờ. tại show RAW 24/2/2014 (Sau EC), khi Brock Lesnar ra sàn đấu cùng với bản hợp đồng với 1 trận đấu đi vào lịch sử WWE, thách đấu bất cứ ai muốn đối mặt với Brock Lesnar. Khi Brock cùng Paul Heyman chuẩn bị rời ring thì....Boong... Boong. The Undertaker đã trở lại.
The Undertaker đi ra kèm theo bầu không khí tử thần khiến cho Brock Lesnar cũng có chút sợ hãi. The Undertaker bước lên sàn đấu và đối mặt với Brock Lesnar...Vẻ mặt Brock Lesnar có chút sợ hãi nhưng vẫn kèm theo thái độ nghênh ngang ký vào bản hợp đồng....
The Undertaker cảm thấy thiếu sự tôn trọng và cắm cây bút vào tay Brock Lesnar và liền sau đó Chokeslam Brock lên bàn ký hợp đồng!!
Kết thúc show Raw ngày hôm đó, The Undertaker bước đi với gương mặt tử thần...
Show RAW cuối cùng trước khi bước tới Wrestlemania XXX The Undertaker đã bị Brock Lesnar F5..

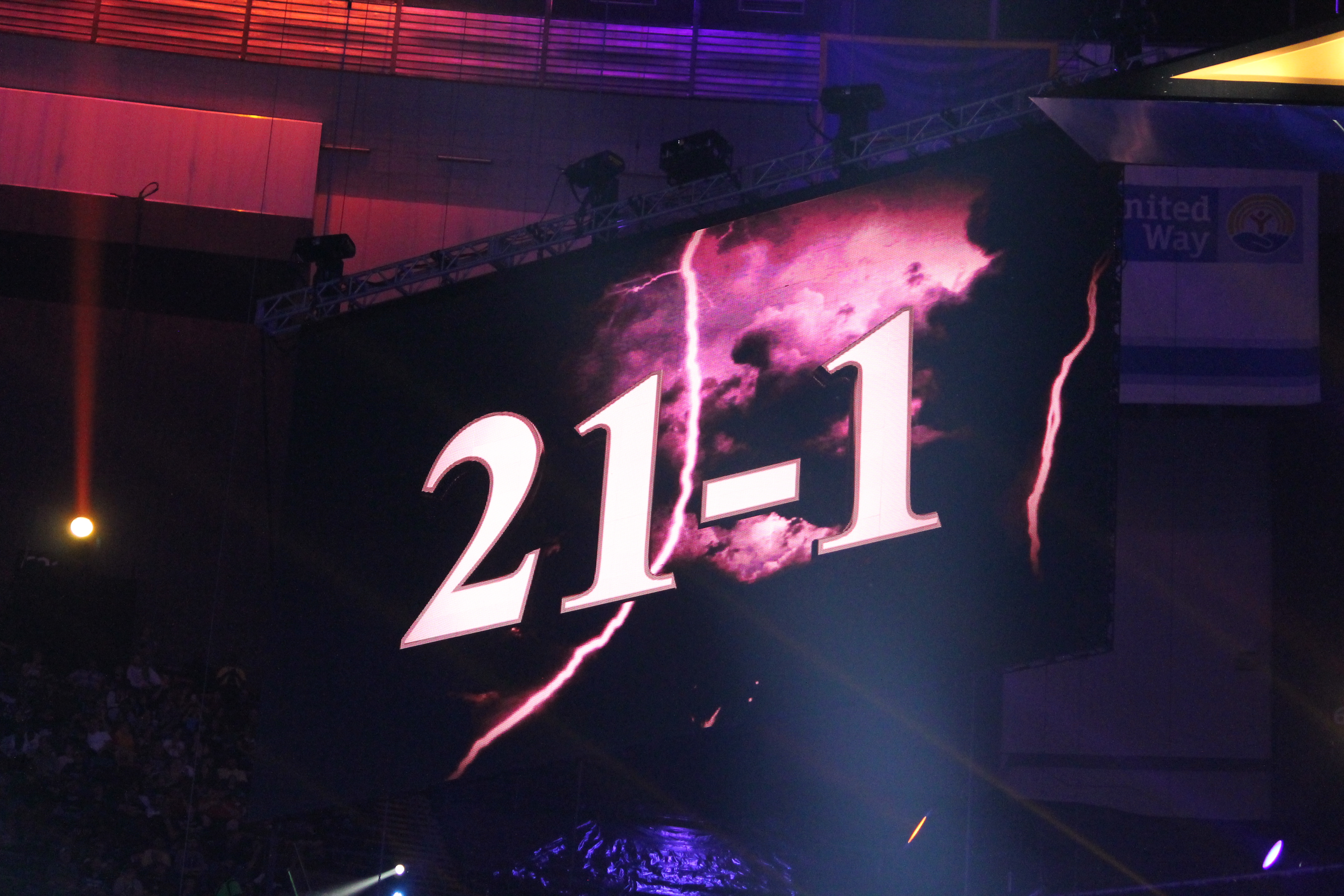

Bước tới Wrestlemania XXX mở đầu là Brock Lesnar cùng Paul Heyman tiếp đó là Undertaker cùng với 22 chiếc hòm tượng trưng cho Streak...
Vào trận đấu Undertaker chiếm thế thượng phong khi cho Brock ăn đòn liên tiếp
Tiếp đó Brock trả đòn rất nhiều (Undertaker dường như rất mệt và kiệt sức). Undertaker Chokeslam và Hell's Gate 2 lần lên Brock nhưng vẫn không được... sau đó bị Brock khóa Kimura Lock, Undertaker nhanh trí đảo ngược tình thế Kimura Lock lại Brock Lesnar....Brock dồn Undertaker vào góc võ đài và bị Undertaker làm Last Ride,Tiếp đó, ông tặng Brock 1 đòn Tombstone Piledriver nhưng vẫn không thành..tiếp đó Undertaker làm "Rest in Peace" chuẩn bị Tombstone thì bị Brock F5 và pin 21-1. Kết thúc một thời đại của Undertaker. The Streak của ông đã bị phá vỡ.

## Wrestlemania 31 "The Deadman" vs "The New Face of Fear"

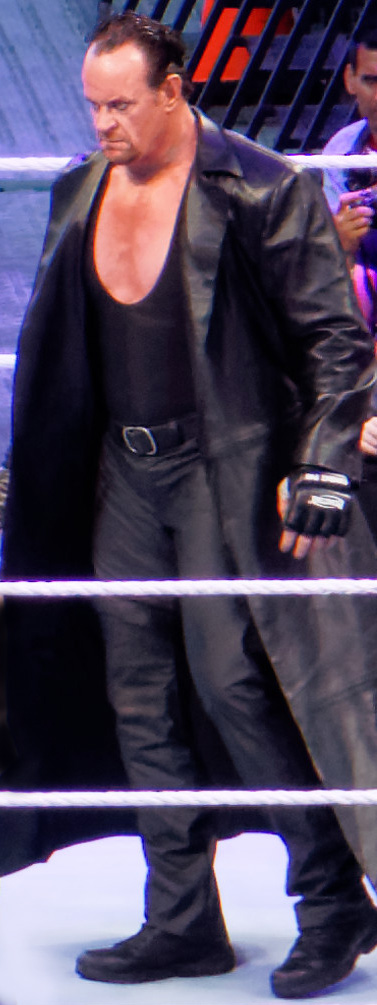
The Undertaker trên võ đài tại WrestleMania 31 vào năm 2015

Tại WWE Fastlane, Bray Wyatt xuất hiện với màn chào sân của The Undertaker và thách thức một trận đấu với ông tại Wrestlemania 31. Từ sau WWE Fastlane, Bray Wyatt liên tục thách thức Undertaker nhưng vẫn chưa thấy ông hồi đáp. Mãi đến RAW ngày 9/3/15, Undertaker mới chấp nhận lời thách đấu bằng cách cho tia sét đánh cháy ghế ngồi của Bray Wyatt.
Bray Wyatt bắt đầu ra sàn đấu đầu tiên với màn chào sân và các hình nhân rùng rợn, tiếp theo là The Undertaker trong làn khói đầy bí ẩn và tử khí.
Khi mặt đối mặt Bray Wyatt không kiềm chế được đã lao vào Undertaker và nhận ngay 1 cú Big Boot ngay khi trận đấu chưa bắt đầu, tiếp đến Undertaker tấn công liên tiếp khiến Bray Wyatt la trong đau đớn và kết thúc chuỗi tấn công bằng đòn Old School. Ngay sau đó Bray Wyatt đã đảo ngược đánh Undertaker ngã xuống sàn đấu nhưng Undertaker không hề bị thương tích mà còn kéo Bray Wyatt xuống sàn đấu để trả đòn và kết thúc bằng đòn Leg Drop huyền thoại, trở lại sàn đấu Undertaker định làm Snake Eyes and Big Boot thì bị Bray Wyatt làm chiêu Leaping Forearm Smash và Bray Wyatt liên tiếp trả đòn. Khi Bray Wyatt định đánh Undertaker thì bất ngờ dính phải Hell's Gate, tưởng như Bray Wyatt Tap Out nhưng Bray Wyatt đã thoát ra được bằng cách đánh vào đầu Undertaker. Khi cả hai đang đứng dậy thì Undertaker bị Bray Wyatt làm Lifting Side Slam và Swine Intervention và ngay sau đó Bray Wyatt định kết thúc Undertaker bằng Sister Abigail, khi đang đưa tay làm biểu cảm "Rest in Peace" thì Bray Wyatt bị Undertaker đảo ngược làm Chokeslam.Tiếp ngay sau đó Undertaker làm biểu cảm"Rest in Peace" và Tombstone Piledriver Bray Wyatt nhưng pin chỉ được 2 lần. Undertaker tiếp tục làm biểu tựong "Rest in Peace" và định Tombstone Piledriver lần thứ 2 nhưng bị Bray Wyatt đảo ngược thực hiện Sister Abigail và pin 2 lần. Sau đó Bray Wyatt làm hành động kì quái lộn ngược người trở lại và dần tiến về Undertaker đang nằm, nhưng bất ngờ Undertaker ngồi dậy làm cho Bray Wyatt hoảng sợ và gập người xuống, tiếp đó là màn đấm qua lại giữa 2 người và Undertaker đã gục, Bray Wyatt làm biểu cảm "Rest in Peace" 1 lần nữa và làm Sister Abigail nhưng bị Undertaker đảo ngược Tombstone Piledriver lần thứ 2 và kết thúc trận đấu,The Streak lúc này được nâng lên 22-1

## Battleground "Sự Báo Thù"
Ngày 20/7/2015 khi trận đấu giữa Brock Lesnar và Seth Rollin đang diễn ra đến phút cuối, Brock Lesnar đang pin Seth thì Booong.... Undertaker trở lại. Undertaker nhìn Brock với ánh mắt đầy thù hận và tặng cho Brock Lesnar 1 đòn Low Blow sau đó Chokeslam và Tombstone Piledriver. Undertaker thỏa mãn rời khỏi sàn đấu nhưng thấy Brock Lesnar vẫn còn cựa quậy ông liền tiến vào sàn đấu làm biểu cảm "Rest in Peace" và Tombstone Piledriver lần thứ 2. Sau đó ông rời đi.
Ngày 21/7/2015 tại show RAW ông giải thích lý do tấn công Brock Lesnar là để báo thù "Streak" bị phá vỡ từ năm ngoái. Ngay trong show đêm đó Undertaker và Brock Lesnar đã tẩn nhau trên sàn đấu trứoc sự can ngăn của bảo vệ và toàn đô vật của công ty. Sự hỗn loạn chấm dứt khi các đô vật lôi Undertaker vào trong và Brock Lesnar bị bắt giữ.
Show RAW ngày 17/8/2015 ông lại xuất hiện bất ngờ và dùng đòn Low Blow và Tombstone Piledriver lên Brock Lesnar.

## SummerSlam "Chapter 2: Giải Quyết Ân Oán"
Undertaker vẫn không thể quên mối thù 1 năm trước với Brock Lesnar khi ông đã bị đánh bại bởi Brock Lesnar và "Streak" của ông chính thức chấm dứt với con số 21-1.
Mối thù bắt đầu lộ rõ khi ông can thiệp vào trận đấu WWE World Heavyweight Championship làm Brock Lesnar mất đi cơ hội cầm được chiếc đai danh giá.
SummerSlam, Undertaker và Brock Lesnar quyết đấu thắng bại gây tranh cãi khi Camera quay được cảnh Undertaker đập tay trước Kimura Lock của Brock Lesnar, đương nhiên theo luật Undertaker đã thua. Tuy nhiên trọng tài trận đấu đã không thấy được cảnh đó và vẫn cho tiếp tục trận đấu, Undertaker lợi dụng Brock Lesnar mất chú ý đã đánh vào hạ bộ và tung đòn Hell's Gate lên Brock Lesnar khiến anh bất tỉnh. Và trọng tài tuyên bố chính thức Undertaker chiến thắng.
Ngày 16/10/2015 Undertaker vs Kane tag team với nhau cùng đánh bại Luke Harper vs Braun Stroman tại Live Event

## Hell In A Cell "Chapter 3: Trận chiến cuối cùng"
Tại Night Of Champion đã công bố trận chiến của Brock Lesnar vs Undertaker tại Hell In A Cell -Hell Tour
Ngày 25/10/2015 bắt đầu Hell In A Cell với Brock Lesnar ra đầu tiên tiếp đó là đến Undertaker
Undertaker làm "Rest in Peace" cảnh cáo Brock Lesnar đáp lại Brock Lesnar chỉ cười khinh khi, trận chiến diễn ra khốc liệt đến nỗi cả hai đã phải đổ máu, Brock Lesnar tung 2 ra cú Suplex và 1 đòn F5 nhưng chỉ pin được 2 lần. Tiếp đó tung thêm 1 đòn F5 nữa nhưng vẫn chỉ pin được 2 lần, Brock Lesnar xuống sàn đấu lấy bậc thang đánh Undertaker nhưng bị Undertaker đỡ được và làm Hell's Gate lên Brock Lesnar tuy nhiên vẫn chưa đủ sức làm Brock Lesnar đập tay và Brock L esar đấmvào Undertaker. Nghĩ đến phải làm điều gì đó mạnh hơn mới có thể hạ gục Undertaker, Brock Lesnar lột tấm nệm bảo vệ sàn đấu để lộ những tấm gỗ phía dưới, mục đích là để F5 Undertaker xuống đó, nhưng trong lúc chủ quan Undertaker đã nhanh tay Chokeslam Brock Lesnar kèm tiếp đó là Tombstone Piledriver nhưng chỉ pin được 2 count, Undertaker làm YouDead để làm Tombstone Pilediver 1 lần nữa nhưng bị Brock Lesnar Low Blow và F5 và pin 1 2 3 kết thúc trận đấu. Sau trận đấu nhà Wyatt Family ra tấn công ông và bắt cóc ông.

## Survivor Series "Tái đấu" (25 years of the Undertaker)
Tại show RAW ngày 9/11/2015 trong khi Bray Wyatt đang nói về việc nắm giữ được sức mạnh và linh hồn của Undertaker vs Kane thì bất ngờ 1 đoạn video highlight của Brothers of Destruction được phát lên và The Undertaker vs Demon Kane trở lại vô cùng kinh ngạc, ngay sau đó thì 3 người nữa của Wyatt Family xuất hiện và Brothers Of Destruction trả đũa nhà Wyatt và kết thúc là đòn Double Chokeslam lên Bray Wyatt
Trận đấu chính thức được thiết lập anh em Brothers of Destruction đấu với 2 thành viên của Wyatt Family tại Survivor Series.
Tại RAW 16/11/2015 Bray Wyatt dùng đội quân "Bóng tối" của Undertaker để chống lại Undertaker vs Kane nhưng không thành công. Undertaker làm YouDead cảnh cáo Bray Wyatt và cùng Demon Kane Chokeslam lên 2 người đeo mặt nạ.
Tại Surivor Series Undertaker có màn entrance khá ấn tượng đánh dấu 25 năm sự nghiệp của ông.
Trước khi trận đấu bắt đầu Erick Rowan hơi nôn nóng nên đã phải chịu 1 đòn Double Chokeslam từ Brothers of Destruction. Và sau đó Bray Wyatt và Luke Happer chính thức là đối thủ của BoD.
Trận đấu bắt đầu với lợi thế nghiêng về Brothers Of Destruction khi cho Luke Happer ăn đòn liên tục, nhưng Luke Happer đảo ngược và tag cho Bray Wyatt, ngay sau đó là đòn Running flying clothesline của Undertaker, Bray Wyatt tag Luke Happer vào và lĩnh luôn đòn Old School từ Undertaker và kết thúc bằng đòn Leg Drop quen thuộc. Tiếp đó nhà Wyatt trả đòn đánh bật lại Kane, Khi Bray Wyatt chuẩn bị làm Sister Abigail thì bị ăn DDT từ Kane. Undertaker được tag vào và bị Luke Happer cùng Bray Wyatt đánh rớt xuống ring, và tiện thể cùng Kane Double Chokeslam Braun Strowman lên bàn bình luận. Khi đang tiến lên Ringside thì bất ngờ bị Luke Happer KickHead và Bray Wyatt Sister Abigail nhưng pin 2 count. Kane lên cứu nhưng cũng bị Luke đánh ngã. trong khi cả Luke và Bray đang vui mừng thì Brothers of Destruction Sit Up và thực hiện Double Chokeslam, Thế trận kết thúc Undertaker làm YouDead và Tombstone Piledriver lên Luke Happer và giành chiến thắng.

## WrestleMania 32 "Quyền kiểm soát vs Sự nghiệp"
Tại show RAW ngày 22/2/2016.Shane McMahon xuất hiện trở lại sau khi vắng mặt kể từ năm 2009 để đối đầu với cha và em gái mình liên quan đến tình trạng của WWE. Sau khi Vince yêu cầu Stephanie rời khỏi sàn đấu Vince và Shane đã nói chuyện về tình trạng của RAW và vì sao RAW lại tụt dốc trong khoảng thời gian gần đây.Shane nói rằng ông muốn kiểm soát lại RAW để gìn giữ cho các thế hệ tương lai của dòng họ McMahon. Vince Mcmahon nói rằng Shane có thể được như ý muốn nếu như Shane chịu đấu 1 trận trong 1 đêm và đó chính là Wrestlemania 32. Shane đồng ý ngay tức khắc và Vince tiết lộ cho Shane và mọi người cùng biết rằng đối thủ của anh sẽ là The Undertaker.
Tại RAW 29/2/2016 Vince Mcmahon giới thiệu The Undertaker ra sàn đấu. Trước khi kịp nói lên bất cứ điều gì, Undertaker đã bóp cổ Vince cùng với câu đe dọa số phận của con trai Vince khi ông tự ý quyết định trận đấu, và sau đó Undertaker rời đi.
Show RAW tiếp theo ngày 14/3/2016 Shane đã có lời lẽ xúc phạm đến Undertaker và Undertaker cùng Shane choảng nhau, sau đó Vince đẩy Shane vào Undertaker để Undertaker Chokeslam Shane. Sau đó Undertaker định túm lấy Vince thì Vince chạy mất.
Show RAW 23/3/2016 Vince Mcmahon nói rằng nếu Undertaker không thể đánh bại được Shane Mcmahon thì đó cũng là trận đấu cuối cùng của Undertaker.
Show RAW 28/3/2016 The Undertaker mở màn RAW, Undertaker nói rằng " Wrestlemania năm nay sẽ không phải là trận đấu cuối cùng của ông ". Sau đó Shane bước ra face to face Undertaker. 2 bên choảng nhau Undertaker trước chiếm lợi thế liên tục cho Shane ăn no đòn khi Undertaker định làm Last Ride lên bàn bình luận thì Shane thoát được và đánh ngược lại Undertaker. Cho Undertaker ăn Leap of Faith. Sau đó Shane rời đi. Undertaker ngồi bật dậy làm YouDead thách thức Shane.
Tại Wrestlemania 32, Shane và Undertaker đã cống hiến cho khán giả một cuộc đối đầu rất hay, mặc dù lếp vế hơn Undertaker về mọi thứ, nhưng Shane cho thấy anh cũng "Không Phải Dạng Vừa" khi cho ông ăn 1 cú Coast To Coast xuyên thùng rác và vào thẳng mặt ông,tuy nhiên tới cuối trận,Undertaker đã đánh bại Shane Mcmahon khi Shane thực hiện cú Leap of Faith từ trên đỉnh lồng Hell In A Cell bị trượt và giành lấy chiến thắng khi thực hiện Tombstone Piledriver. Sau trận ông khập khễnh bước vào, còn Shane thì phải ra bằng xe cứu thương do kiệt sức,The Streak của ông được nâng lên 23-1

## WrestleMania 33 " The Streak tiếp tục bị phá "
Tại show Smackdown 15/11/2016 khi team Smackdown bao gồm Shane Mcmahon, AJ Styles,Dean Ambrose,Bray Wyatt,EDGE đang có một chút xích mích trên Ring thì Undertaker xuất hiện và nói với 5 Super Star rằng: " Đây có thể không phải là những người giỏi nhất để hoàn thành sứ mệnh của Smack Down nhưng họ là những người không biết sợ là gì" Ám chỉ trận đấu của Undertaker và Shane tại Wrestlemania 32 khi Shane nhảy từ đỉnh lồng xuống và sau đó Undertaker kéo mũ kính nể. Tiếp đó ông nói ra lý do ngày hôm nay ông có mặt tại Smack Down với 2 lý do: 1 là ông sẽ tham gia Wrestlemania 33 và 2 là ông nói team Smack Down sẽ không được sợ hãi thất bại bởi vì nếu thất bại thì họ sẽ còn phải sợ cả The Deadman." Team RAW, better, Rest In Peace.
Khi lui vào hậu trường ông cùng Kane đã làm biểu tượng Brothers of Destruction là giơ cánh tay lên.
Show RAW 9/1/2017 khi Mick Foley có linh cảm rằng Undertaker đang ở đây thì Stephanie McMahon ra và nói rằng"Undertaker is not here". Ngay sau đó thì ông đã trở lại và nói rằng ông sẽ tham gia Royal Rumble. Sau đó ông chuyển hướng sang Stephanie và cảnh cáo " Ông không nhận lệnh từ ai cả, ông sẽ đi bất cứ nơi nào ông muốn và không ai có thể kiểm soát được The Undertaker. nếu như chiến thắng tại Royal Rumble thì ông sẽ trở lại tại Main Event Wrestlemania và bất cứ ai cản đường sẽ " Rest In Peace".
Show RAW 23/1/2017 khi Brock Lesnar và Goldberg sắp choảng nhau thì 'Boong' đèn bật sáng và Undertaker đứng giữa 2 người. Sau đó Brock và Goldberg rút lui vào hậu trường để Undertaker trên ring.
Tại Royal Rumble 29/1/2017 ông xuất hiện tại vị trí thứ 29 và loại Goldberg và do chú ý bên dưới, Roman Reigns đã may mắn loại được ông.
Show RAW ngay sau Royal Rumble 6/3/2017 Braun Stowman gọi Roman ra yêu cầu cần đánh lại ngay bây giờ thì nhạc Roman vang lên nhưng sau đó thay vào nhạc Undertaker, ông bước ra lên ring nhìn Braun Stowman, sau đó Braun Stowman nhùn bước lùi lại. Ngay sau đó Roman bước ra và nói " Braun Stowman gọi tôi chứ không phải gọi ông Deadman, với tất cả lòng tôn kính, chỗ này là lãnh địa của tôi kể từ bây giờ ",sau đó Undertaker cùng Roman nhìn lên logo Wrestlemania 33 và Undertaker Chokeslam Roman và rời đi.
Show RAW 20/3/2017 khi Roman đang thi đấu với Braun Stowman thì Undertaker đột nhiên xuất hiện giữa sàn đấu và Chokeslam Braun Stowman. Sau khi ông quay lại thì không may bị Roman Reigns spear.
Show RAW 27/3/2017 Roman tuyên bố sẽ đánh bại Undertaker, và đồng thời Undertaker cũng xuất hiện đối đầu với Roman với câu nói Rest In Peace và sau đó biến mất.
Tại Wrestlemania 33 Undertaker chiếm lợi thế khi đánh Roman ra khỏi ringside với câu nói "My Yard". Tiếp đến đánh ngã Roman lần 2 và nói "Still my Yard". Trận đấu tiếp diễn các đòn thế quen thuộc của The Undertaker 'SnakeEyes and Bigboot', Chokeslam lên bàn bình luận, khi định làm Tombstone Piledriver thì bị Roman Spear sập bàn. Nối tiếp là Last Ride nhưng pin chỉ 2 count. Nghĩ Roman còn sức nên ông dùng ghế sắt đánh Roman liên tiếp và khi Roman định dùng Superman Punch thì Undertaker Chokeslam lần thứ 2 lên chiếc ghế sắt nhưng cũng pin 2 count. Ngay đó ông đứng lên làm "YouDead" và Tombstone Piledriver nhưng vẫn pin 2 count. Ông tính sẽ dùng thêm 1 lần Tombstone Piledriver nữa thì bị Roman Superman Punch pin 2 count, tiếp ngay sau là Spear đến từ Roman nhưng khi Roman tiến đến định pin thì bất ngờ dính Hell's Gate. Khi ông định lấy ghế thì bị Roman chặn lại và bị 1 loạt ghế đánh vào người và Spear nhưng cũng chỉ 2 count. Quá bất ngờ Roman làm tiếp Spear nhưng cũng chỉ pin 2 count. Kế tiếp là Superman Punch làm Undertaker không còn có thể dứng dậy được nữa. Roman kết thúc Undertaker bằng Spear và dành chiến thắng.
Trước khi rời sàn đấu The Undertaker đã đứng ở ring và ngắm nhìn khán giả bốn phía tại sân thi đấu và sau đó cởi bỏ găng tay thi đấu, áo choàng và mũ ở lại trên sàn đấu và rời đi như là một hành động thay cho lời nói rằng đây là trận đấu cuối cùng của The Undertaker, ông xuống hàng ghế khán giả hôn vợ mình là Michelle Mccool và biến mất khi làm biểu tượng giơ cánh tay lên.

## WrestleMania 34:"Sự hồi sinh"

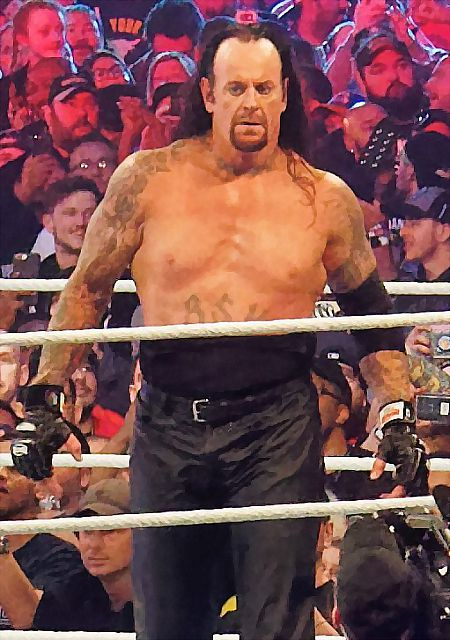
Undertaker vào tháng 4 năm 2018

Trong tập phim kỷ niệm Raw 25 years, ông trở lại Raw và nói rằng thần chết sẽ sống mãi rồi lui vào trong sau khi giơ cao biểu tượng cánh tay lên. Show Raw 26/2/2018, John Cena trở lại Raw và đưa ra lời thách thức Undertaker tại sự kiện WrestleMania 34 nhưng không có kết quả. Tuần tiếp theo, Cena lại khiêu khích, yêu cầu Undertaker xuất hiện để đáp lại lời thách thức nhưng không thành công. Các tuần sau, Cena tiếp tục đưa ra những dẫn chứng chứng minh ông chưa hết thời, vẫn có thể chiến tiếp tại WrestleMania, nếu ông không đấu được tiếp, ông có thể nói, Cena sẽ làm khán giả tại WrestleMania, thậm chí anh còn nói mình đã gửi thư cho ông nhưng không có hồi âm. Show Raw ngày 26/3, Cena cố gọi Undertaker nhưng thay vào đó, Kane xuất hiện rồi Chokeslam Cena dẫn tới một trận đấu giữa Kane và Cena mà Kane đã thua. Sau đó, Cena kêu gọi Undertaker bước ra nhưng không có ai.
Tại sự kiện WrestleMania 34, sau trận Charlotte, một trọng tài đã tới gần chỗ ngồi của Cena và nói rằng trận đấu Cena vs Undertaker sẽ diễn ra ngay sau đây. Cena liền chạy vào trong. Lúc sau, Cena xuất hiện trên võ đài mà vẫn chưa thấy Undertaker đâu, thay vào đó, Elias xuất hiện với cây đàn trên tay. Anh tấn cống Elias, sau đó định rời đi thì điện bị ngắt. Ánh sáng được chiếu vào bộ quần áo cùng chiếc mũ của Undertaker - những thứ ông đã để lại trên võ đài tại WrestleMania năm ngoái. Điện lại bị ngắt. Ánh sáng lại chiếu vào đúng chỗ để quần áo của ông nhưng chúng đã biến mất. Bỗng Boong... Boong! Undertaker bước ra võ đài.
Trận đấu được bắt đầu ngay khi Undertaker liên tục áp đảo và tấn công Cena. Cena có tấn công nhưng chỉ pin được hai. Undertaker tung Chokeslam rồi Tombstone Cena kết thúc trận đấu.

## Greatest Royal Rumble "Đánh bại Rusev"
Tại sự kiện Greatest Royal Rumble (GRR), trận đấu được người dẫn chương trình giới thiệu là một trận đấu quan tài. Aiden English xuất hiện với một bài hát nhằm bêu xấu Undertaker. Sau đó, Rusev cùng English bước ra võ đài. Rồi Undetaker tiến ra, nhìn vào chiếc quan tài một lúc như muốn ám chỉ kết cục của Rusev.
Trận đấu bắt đầu. Rusev và English đi xung quanh võ đài. Lúc sau Rusev mới bước lên võ đài. Nhưng chưa được một phút, Rusev lại ra ringside. Lần này, Undertaker cũng xuống theo. Undertaker tấn công Rusev, đưa Rusev lên võ đài. Tuy nhiên, Rusev đã phản công, bắt đầu áp đảo, dồn Undertaker về một góc võ đài, liên tục tung ra những cú đá và đánh vào Undertaker. Khi Rusev quay đi, Undertaker đứng dậy, từ phía sau đánh Rusev, quẳng anh về lại góc võ đài. Undertaker ném Rusev vào lắp quan tài, do đó Rusev vẫn chưa thua nhưng anh lại tiếp tục đứng dưới võ đài, lôi Undertaker xuống cùng và đấm vào mặt Undertaker. Rusev định ném Undertaker vào thanh chắn ngăn cách khán giả, nhưng Undertaker nhanh chóng ném ngược lại Rusev. Undertaker đập mặt Rusev vào bàn bình luận rồi tung back boby drop và lăn Rusev vào quan tài. Nhưng English đã ngăn không cho Undertaker đóng lắp quan tài lại. Nhờ vậy, Rusev tranh thủ lên võ đài. Undertaker bước vào võ đài thì nhận ngay cú Supper Kick. Rusev đánh dồn dập Undertaker, sau đó bị một cú đấm vào mặt, khiến Rusev ngã xuống. Undertaker bị thêm một đòn của Rusev và bị ăn Accolate từ Rusev. Khi Rusev quay về phía quan tài, ở phía sau, Undertaker bật dậy, tung Chokeslam nhưng Rusev thoát được, hai người lại tấn công nhau. Rusev bị Undertaker Chokeslam rồi bị ném vào quan tài. English chạy lên võ đài ăn Chokeslam và Tombstone. Undertaker đóng nắp quan tài kết thúc trận đấu.

## Super Show-down và Crown Jewel "Kết thúc mối thù"
Trong tháng 10 năm 2018, Triple H chính thức đưa ra lời thách đấu tới The Undertaker để kết thúc mối thù dài 6 năm trước. Hai tuần sau, Shawn Michaels, người bị ông đánh bại tại WrestleMania 25 và buộc phải về hưu, trở lại để nói về trận đấu giữa Triple H và Undertaker. Michaels đã ngông cuồng khiêu khích, còn nói rằng những đô vật cho rằng ông thắng là họ chưa biết, và nói rằng Triple H sẽ thắng trận này. Điều đó khiến Kane từ sau ông xuất hiện, định tung Chokeslam nhưng Triple H ra ring giải thoát. Rồi ông bước tới ring. Sau đó, ông cùng Kane Chokeslam Triple H và Shawn Michaels.
Tại Super Show-down, bốn người đã có một trận đấu đỉnh cao. Khi đó là một trận đấu không áp dụng luật phạm quy. Triple H chịu được hai đòn Tomstone, Undertaker đã thua sau khi nhận hai Sweetchin Music từ Michaels và một Pedigree từ Triple H. Kết thúc trận đấu, bốn người đàn ông cùng bắt tay nhau với một sự tôn trọng. Tuy nhiên, Undertaker và Kane bất ngờ tấn công Triple H và Shawn Michaels. Michaels bị Chokeslam lên bàn bình luận, Triple H bị Tomstone.
Sự tôn trọng từ Michaels tới Undertaker đã không còn, Michaels cho rằng khi thua tại WrestleMania 25 và buộc phải từ giã sự nghiệp, với một sự tôn trọng dành cho đối thủ (chính là ông), Michaels không bao giờ đấu một trận nào cho tới giờ. Vì thế, Michaels nói ông sẽ dự Crown Jewel, đó sẽ là một trận đồng đội. Về phía ông, có Kane đi cùng.
Những lần xuất hiện sau của họ chỉ ở trên màn hình chính cùng những cảnh quay nhằm thể hiện sự không tôn trọng và những lời nói đáng sợ dành cho đối thủ.
Ở Crown Jewel, lúc đầu ông áp đảo cả trận đấu, Chokeslam Michaels lên bàn bình luận. Triple H phải một mình chống cự cả Kane và ông cho đến khi Michaels có thể tiếp tục đấu. Undertaker đã để thua trận đấu.

## Super Show-Down "Đối đầu Goldberg"
Show Raw 8/4/2019 - đêm sau WrestleMania 35 mà lần đầu tiên sau 19 năm, ông không tham gia - ông đã trở lại tấn công Elias sau khi Elias cho rằng không ai có thể chen ngang màn trình diễn của mình.
Ông trở lại Raw vào ngày 3/6 để nói về trận đấu với Goldberg tại Super Show-down. Ông nói rằng ông mong Goldberg đừng cười tự mãn và muốn đấu với một Goldberg trước kia, một huyền thoại bất khả chiến bại. Đêm sau, tại SmackDown, Goldberg cũng ra ring và khiêu khích Undertaker. Sau đó, ông bất ngờ xuất hiện trên ring nhưng lại biến mất ngay sau đấy.
Vào ngày 7/6, Undertaker lần đầu tiên đối mặt Goldberg. Trận đấu bắt đầu với lợi thế nghiêng về Goldberg khi tung đúp 2 cú spears với ông nhưng chỉ pin 2. Ông bật dậy ngay và bóp cổ đối thủ trước khi bị Goldberg tung đòn khóa. Goldberg tiếp tục tấn công ông và tung spears trượt khiến Goldberg bị thương ở đầu. Tận dụng cơ hội, ông liên tục tấn công Goldberg, tung Chokeslam và Tomstone và chỉ pin 2. Ông lại tiếp tục đánh Goldberg trước khi bị Goldberg phản công. Ông có đánh trả nhưng bị ăn spears lần 3 cùng đòn Jackhammer và vẫn chỉ pin 2. Cuối cùng, Goldberg định tung Jackhammer nhưng ông thoát được, tung Chokeslam kết thúc trận đấu.

## WrestleMania 36: "Bản năng"
Trong Raw ngày 24 tháng 6, trong trận đấu 1 chấp 2 giữa Roman Reigns với Shane McMahon và Drew McIntyre mà lợi thế nghiêng về Shane, Undertaker bất ngờ xuất hiện trên võ đài, cản trở Shane tung Coast to Coast với Reigns rồi tung Chokeslam với Shane. Drew sau đó cũng ăn liên hoàn đấm và bị ẩn ra khỏi võ đài. Người ta đã thông báo sẽ có một trận đồng đội giữa Undertaker và Reigns với Shane và Drew. Tuần sau, Shane và Drew nói bọn họ không hề sợ, và sẽ đạp đổ di sản của ông, đồng thời muốn mặt đối mặt. Undertaker ra võ đài ngay, Shane và Drew liền ra Ringside. Ông nói chuyện tuần trước Roman Reigns không hề nhờ ông, và có thể, Shane, ở kiếp này anh ta là số một thế giới nhưng nơi mà ông đưa anh ta tới sẽ rất kinh khủng và rằng Shane và Drew sẽ "không bao giờ được siêu thoát". Tại Extreme Rules, ông và Roman Reigns đã đánh bại Shane McMahon và Drew McIntyre. Trong SmackDown Live! ngày 10 tháng 9 năm 2019 được tổ chức tại Madison Square Garden, Undertaker trở lại và Chokeslam với Sami Zayn sau khi Zayn nói ông đã hết thời.
Undertaker đã bất ngờ quay trở lại tại sự kiện Super ShowDown ở Ả Rập Saudi vào ngày 27 tháng 2 năm 2020 trong trận gauntlet. Ông xuất hiện bất ngờ trong trận đấu sau khi được thông báo thay thế Rey Mysterio vì Rey bị The O.C. tấn công trước trận đấu, và đối mặt với AJ Styles. AJ tỏ thái độ chế nhạo và ngay lập tức bị nhận một đòn Chokeslam từ Undertaker khiến ông giành chiến thắng trận đấu cho Twaiq Trophy. Trong tập phim Raw ngày 2 tháng 3 năm 2020, AJ Styles chế nhạo The Undertaker trong một trận đấu với Aleister Black và tại Elimination Chamber, Undertaker xuất hiện bất ngờ bằng cách tấn công Styles trong trận tái đấu với Black trong trận đấu không đủ tiêu chuẩn. Đêm tiếp theo trong Raw, Styles thách đấu The Undertaker một trận đấu tại WrestleMania 36. Trong những tuần tiếp theo, Styles liên tục khiêu khích The Undertaker, đáng chú ý là gọi ông bằng tên thật, Mark Calaway, và lôi vợ ông, Michelle McCool vào cốt truyện. Để đáp lại, The Undertaker sẽ quảng cáo cho sự kiện, lần đầu tiên sau nhiều năm, trở lại là nhân vật Thần Chết, xuất hiện trong chiếc áo khoác da và khăn rằn của nhân vật "American Bad Ass". Tại sự kiện, hai người đấu tại một vùng quê hẻo lánh, trong một trận đấu theo nặng về tính chất bộ phim, thay vì một trận đấu vật truyền thông. Bất chấp có sự hỗ trợ của Gallows và Anderson, The Undertaker đã chôn vùi Styles trong một ngôi mộ trống để giành chiến thắng trận đấu.

## Nghỉ hưu (2020-nay)
Vào ngày 21 tháng 6 năm 2020, trong phần cuối bộ phim Undertaker: The Last Ride, The Undertaker nghỉ hưu. Trong một cuộc phỏng vấn tháng 11, ông xác nhận mình đã "chính thức giải nghệ". WWE đã tạo một tài khoản Twitter giới thiệu các cống phẩm và lời cảm ơn tới The Undertaker. Nhiều đô vật và các người hâm mộ khác cũng dành lời khen ngợi ông trên trang mạng xã hội của họ. Madison Square Garden, được coi là địa điểm quan trọng nhất của đấu vật chuyên nghiệp đã vinh danh ông.
The Undertaker, mặc chiếc áo khoác măng tô đặc trưng, đội chiếc mũ stetson, xuất hiện ở phần cuối sự kiện Survivor Series vào ngày 22 tháng 11, kỷ niệm 30 năm sự nghiệp kể từ khi ông ra mắt WWE. Ông nói sự nghiệp mình đã kết thúc, thể hiện lời chia tay đầy xúc động bằng bài phát biểu, và kết thúc bằng câu đã làm nên phong cách của The Undertaker: "My time has come to let The Undertaker Rest in Peace". Mười tiếng chuông ngân vang dành tặng cho nhân vật The Undertaker, ông đã biểu diễn tư thế quỳ, một hình ảnh bà chiều của Paul Bearer, cựu quản lý The Undertaker, được chiếu trên võ đài.

## Phong cách đấu vật chuyên nghiệp và cá nhân
Nhân vật Thần Chết gốc mô tả ông là một người Tây phương mặc chiếc áo khoác rãnh, cà vạt sọc xám và xám bao quanh, mũ stetson đen, găng tay xanh và giày cổ điển. Ông được mô tả không biết đau là gì, và khiến Calaway không bán các cuộc tấn công cho đối thủ. Ông được Paul Bearer quản lý, ông này sử dụng một chiếc bình để cung cấp sức mạnh siêu nhiên cho ông. Trong thời gian đầu, ông sử dụng nhạc nền "Funeral march" của Frédéric Chopin. Nhà soạn nhạc WWF Jim Johnson thay đổi phần hành khúc Chopin bằng ca khúc "Graveyard Symphony". Ông có nhiều biệt danh như
Khi trở lại vào năm 2000, ông từ bỏ trang phục và nhạc nền mang tính người chết, Funeral march ám chỉ siêu nhiên và phép thuật đi kèm. Thay vào đó, ông trở thành một người luôn đi xe máy và đi quanh võ đài, đeo kính râm, quấn khăn. Nhạc nền của ông thay bằng các bài hát rock nổi thời bấy giờ như Rollin '(Air Raid Vehicle) của Limp Bizkit và American Bass Ass của Kid Rock (từ đó tên nhân vật của ông bắt đầu). Mặc dù nó đều có thêm tiếng chuông vang đầu bản nhạc, là đặc trưng nhân vật gốc của Undertaker.
Năm 2020, Undertaker bắt đầu thù AJ Styles. Styles tuyên bố trong những năm cuối đời, ông đã mất đi sự huyền bí của mình vì ông luôn mải chụp ảnh trên các phương tiện truyền thông và tham dự các buổi phỏng vấn. Tại WrestleMania 36, ông giới thiệu nhân vật mới "The Unholy Trinity", là sự pha trộn nhân vật American Bad Ass siêu nhiên và người Mỹ bản địa.
Nhiều năm qua, Calaway luôn kín đáo về cuộc sống cá nhân của mình, chỉ thể hiện qua tính cách để duy trì sự huyền bí của mình. Tuy nhiên, những năm tháng cuối sự nghiệp, ông cho phép tiết lộ thông tin về gia đình và cuộc sống của mình, trả lời phỏng vấn với tư cách là Mark Calaway và đóng bộ phim tài liệu Undertaker: The Last Ride

## Di sản

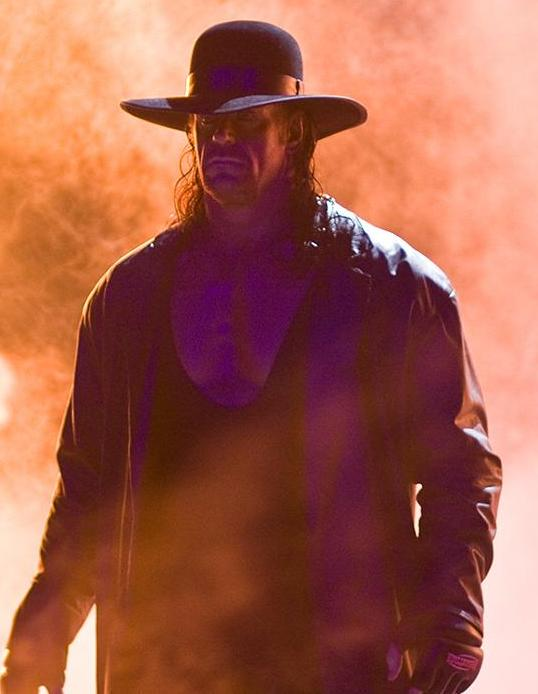
The Undertaker vào năm 2008

The Undertaker được mệnh danh là "một trong những đô vật vĩ đại nhất mọi thời đại". The Undertaker được bầu chọn là đô vật vĩ đại nhất mà WWE từng có trong cuộc bầu chọn do Digital Spy tổ chức vào năm 2013. Khi nói "ông là đô vật vĩ đại nhất đứng thứ hai từ trước tới nay", IGN mô tả Undertaker là "một trong những đô vật được kính trọng nhất và cả trong doanh nghiệp"; Luis Paez-Pumar của Complex đã viết rằng "Undertaker là một trong những mánh lới quảng cáo hay nhất trong lịch sử môn đấu vật chuyên nghiệp". Luke Winkie của Sports Illustrated liệt kê Undertaker đứng thứ năm trong top những đô vật vĩ đại nhất mọi thời đại. Các trận đấu liên tiếp giữa ông với Shawn Michaels tại WrestleMania XXV và XXVI được hoan nghênh nồng nhiệt và cả hai trận đấu đều đoạt giải Pro Wrestling Illustrated và Wrestling Observer Newsletter thuộc hạng mục trận đấu hay nhất năm.

## Đánh giá

### Những phê bình tích cực
Đô vật chuyên nghiệp Big Show đã gọi "Undertaker là đô vật chuyên nghiệp vĩ đại nhất mọi thời đại", trong khi đó, Mark Henry và chủ tịch WWE Vince McMahon đã gọi ông là người yêu thích nhất của họ. WWE Hall of Fame Jim Ross đã nói "Không có một câu hỏi nào khác, The Undertaker là ngôi sao lớn nhất trong lịch sử môn đấu vật... không có ngôi sao nào vĩ đại hơn The Undertaker".
Phiên bản Guinness World Records Games công nhận Undertaker là người duy nhất có chiến thắng liên tiếp nhiều nhất tại WrestleMania vào năm 2016. Vào tháng 11, năm 2015, nhà báo Tom Fordy gọi Undertaker là "vận động viên vĩ đại nhất thế giới".
Undertaker còn được ca ngợi là một trong những đô vật giỏi nhất môn đấu vật chuyên nghiệp. Ông đã được nhận Giải thưởng Gimmick hay nhất năm bởi Wrestling Observer Newsletter trong các năm từ 1990 đến 1994. Tim F Warriorauge từ tờ ESPN nói Undertaker là một trong những nhân vật đã trở thành nền tảng của WWE trong hơn ba thập kỉ. Shawn Valentino của tờ Pro Wrestling Torch cho biết "Undertaker có lẽ là một đô vật nhất trong môn đấu vật chuyên nghiệp".

### Phản ứng với sự nghiệp sau này
The Streak là một kỉ lục chiến thắng liên tiếp của (duy nhất) Undertaker tại WrestleMania. Thành tích 21-0 bất bại này chưa hề bị đánh bại cho tới WrestleMania XXX khi ông thua Brock Lesnar chính thức đánh dấu The Streak bị phá. Nhiều người đã chỉ trích khi cho rằng Undertaker nên nghỉ hưu sau khi thua tại WrestleMania XXX. Tại WrestleMania 33, sau khi The Streak tiếp tục bị phá bởi Roman Reigns, rất nhiều người nói Undertaker nên nghỉ hưu khi Streak đã bị phá. Sau trận đấu với John Cena tại WrestleMania 34, IGN đã đăng tải một bài viết có tiên đề "Sự trở lại của Undertaker thật tuyệt vời, những đã đến lúc ông ấy cần nghỉ hưu". Nhà báo Wade Keller của tờ Pro Wrestling Torch đã viết rằng "họ [gồm Undertaker, Kane, Shawn Micheals, Triple H cần phải chấp nhận những giới hạn của họ, đừng giả vờ họ sẽ mãi luôn thuộc về các sự kiện chính và nên ngừng hành động trong các sự kiện chính mà không để mất sự chú ý" sau trận đấu của Undertaker tại Crown Jewel. Trận đấu tiếp theo của ông tại Super Show-down với Goldberg cũng được nhiều sự đón nhận nhưng Bryan Rose từ Wrestling Observer Newsletter nói "đó là điều buồn hơn bao giờ hết". Và tại WrestleMania 35, Undertaker chính thức không thi đấu tại các kỳ WrestleMania nữa, đánh dấu sự chấm hết cho The Streak.

## Trong đấu vật
- - Đòn kết thúc(Finisher)
  - Chokeslam
  - Hell's Gate
  - The Last Ride
  - Tombstone Piledriver
- Các đòn hay sử dụng(Signature)
  - Back body drop
  - Ballistic punching combination
  - Big boot
  - Fujiwara armbar
  - Flying clothesline
  - Guillotine leg drop onto the chest or back of an apron-hung opponent
  - Heatseeking Missile
  - One-handed clawhold
  - No-handed over the top rope suicide dive
  - Old School
  - Reverse ST
  - Running DDT
  - Running flying clothesline, sometimes with a cornered opponent
  - Sidewalk slam
  - Snake Eyes, followed by a running big boot
  - Takin' Care of Business
  - Wrist lock followed by multiple shoulder blocks
  - Leg drop

## Biệt danh
- "The Phenom"

## Các chức vô địch và danh hiệu
- Pro Wrestling IIIustrated

- PWI bầu chọn cho The Undertaker là người thứ 2 trong số 500 đô vật chuyên nghiệp xuất sắc nhất PWI Years vào năm 2002
- PWI mối thù của năm, với The Ultimate Warrior (1991)
- PWI trận đấu của năm, đấu với Mankind (1998), Shawn Michaels(2009)

- United States Wrestling Association

- USWA Texas Heavyweight Championship (1 lần)
- USWA Unified World Heavyweight Championship (1 lần)

- World Wrestling Federation / Entertainment

- WWE World Championship (7 lần)
- WWF Hardcore Championship (1 lần)
- WWF World Tag Team Championship (6 lần) - với Stone Cold Steve Austin (1), The Big Show (2), The Rock (1) và Kane(2)
- WCW World Tag Team Championship (1 lần) - với Kane
- Royal Rumble (2007)

- The undertaker là người nắm giữ kỉ lục 21 trận bất bại tại wrestlemania.
- Wrestling Observer Newsletter awards
  - Best Gimmick (1990–1994)
  - Best Heel (1991)
  - Feud of the Year (2007) vs. Batista
  - Most Overrated (2001)
  - Readers' Least Favorite Wrestler (2001)
  - Worst Worked Match of the Year (2001) with Kane vs. KroniK at Unforgiven
  - Wrestling Observer Newsletter Hall of Fame (Class of 2004)
  - Worst Feud of the Year (1993) vs. Giant González

Matches given five stars by Dave Meltzer:
- - Shawn Michaels vs. The Undertaker (Hell in a Cell match) – Badd Blood, ngày 5 tháng 10 năm 1997)[12]

## Giải thưởng
- Eyegore Award (2000)

## Kỉ lụcWrestleMania
| Kết quả | Kì WrestleMania     | Đối thủ                                 | Kết quả | Ngày                | Thời gian | Địa điểm                                                  | Chú thích                                                                         |
| ------- | ------------------- | --------------------------------------- | ------- | ------------------- | --------- | --------------------------------------------------------- | --------------------------------------------------------------------------------- |
| Thắng   | Wrestlemania VII    | Jimmy Snuka                             | 1-0     | 24 tháng 3 năm 1991 | 04:20     | Los Angeles Memorial Sports Arena Los Angeles, California | [ 13 ]                                                                            |
| Thắng   | Wrestlemania VIII   | Jake Roberts                            | 2-0     | 5 tháng 4 năm 1992  | 06:36     | Hoosier Dome Indianapolis, Indiana                        |                                                                                   |
| Thắng   | Wrestlemania IX     | Giant González thắng bằng luật phạm quy | 3-0     | 4 tháng 4 năm 1993  | 07:33     | Caesars Palace Las Vegas, Nevada                          |                                                                                   |
| Thắng   | Wrestlemania XI     | King Kong Bundy                         | 4-0     | 2 tháng 4 năm 1995  | 6:36      | Hartford Civic Center Hartford, Connecticut               |                                                                                   |
| Thắng   | WrestlemaniaXII     | Diesel                                  | 5-0     | 31 tháng 3 năm 1996 | 16:46     | Arrowhead Pond Anaheim, California                        |                                                                                   |
| Thắng   | Wrestlemania XIII   | Sycho Sid                               | 6-0     | 23 tháng 3 năm 1997 | 21:19     | Rosemont Horizon Rosemont, Illinois                       | Tranh WWF Championship trong trận đấu không áp dụng luật phạm quy                 |
| Thắng   | Wrestlemania XIV    | Kane                                    | 7-0     | 29 tháng 3 năm 1998 | 17:05     | Fleet Center Boston, Massachusetts                        |                                                                                   |
| Thắng   | Wrestlemania XV     | The Big Boss Man                        | 8-0     | 28 tháng 3 năm 1999 | 9:48      | First Union Center Philadelphia, Pensylvania              | Đây là một trận theo kiểu Hell in a Cell                                          |
| Thắng   | Wrestlemania XVII   | Triple H                                | 9-0     | 1 tháng 4 năm 2001  | 18:19     | Reliant Astrodome Houston, Texas                          |                                                                                   |
| Thắng   | Wrestlemania XVIII  | Ric Flair                               | 10-0    | 17 tháng 3 năm 2002 | 18:47     | SkyDome Toronto Ontario, Canada                           | trận đấu không áp dụng luật phạm quy                                              |
| Thắng   | Wrestlemania XIX    | The Big Show và A-Train                 | 11-0    | 30 tháng 3 năm 2003 | 9:45      | Safeco Field Seattle, Washington                          | Đây là trận đấu một chấp hai                                                      |
| Thắng   | WrestleMania XX     | Kane                                    | 12-0    | 14 tháng 3 năm 2004 | 7:45      | Madison Square Garden, Thành phố New York, New York       |                                                                                   |
| Thắng   | WrestleMania 21     | Randy Orton                             | 13-0    | 3 tháng 4 năm 2005  | 14:14     | Trung tâm Staples, Los Angeles, California                |                                                                                   |
| Thắng   | WrestleMania 22     | Mark Henry                              | 14-0    | 2 tháng 4 năm 2006  | 9:26      | Allstate Arena, Rosemont, Illinois                        | Đây là trận Casket                                                                |
| Thắng   | WrestleMania XXIII  | Batista                                 | 15-0    | 1 tháng 4 năm 2007  | 15:47     | Ford Field Detroit, Michigan                              | Tranh đai World Heavyweight Championship                                          |
| Thắng   | Wrestlemania XXIV   | Edge                                    | 16-0    | 30 tháng 3 năm 2008 | 23:50     | Citrus Bowl Orlando, Florida                              | Tranh đai World Heavyweight Championship                                          |
| Thắng   | Wrestlemania XXV    | Shawn Michaels                          | 17-0    | 5 tháng 4 năm 2009  | 30:41     | Reliant Stadium Houston, Texas                            |                                                                                   |
| Thắng   | WrestlemaniaXXVI    | Shawn Michaels                          | 18-0    | 28 tháng 3 năm 2010 | 23:59     | University of Phoenix Stadium Glendane, Azirona           | Đây là trận "Streak vs Career" theo thể thức No Holds Barred                      |
| Thắng   | Wrestlemania XXVII  | Triple H                                | 19-0    | 3 tháng 4 năm 2011  | 29:22     | George Dome Atlanta, George                               | Đây là trận No Hold Bared                                                         |
| Thắng   | Wrestlemania XXVIII | Triple H                                | 20-0    | 1 tháng 4 năm 2012  | 30:50     | Sun Life Stadium Miami Gardens, Florida                   | Đây là trận đấu Hell in a Cell với Shawn Michaels là trọng tài khách mời đặc biệt |
| Thắng   | Wrestlemania XXIX   | CM Punk                                 | 21-0    | 7 tháng 4 năm 2013  | 22:07     | MetLife Stadium East Rutherford, New Jersey               |                                                                                   |
| Thua    | Wrestlemania XXX    | Brock Lesnar                            | 21-1    | 6 tháng 4 năm 2014  | 25:12     | Mercedes-Benz Superdome New Orleans, Louisiana            | Chấm dứt chuỗi bất bại The Streak tại WrestleMania của The Undertaker             |
| Thắng   | Wrestlemania 31     | Bray Wyatt                              | 22-1    | 29 tháng 3 năm 2015 | 15:12     | Levi's Stadium Santa Clara, California                    |                                                                                   |
| Thắng   | Wrestlemania 32     | Shane McMahon                           | 23-1    | 3 tháng 4 năm 2016  | 30:05     | AT&T Stadium Arlington, Texas                             | Đây là một trận đấu Hell in a Cell                                                |
| Thua    | Wrestlemania 33     | Roman Reigns                            | 23-2    | 2 tháng 4 năm 2017  | 23:00     | Camping World Stadium Orlando, Florida                    | Đây là một trận đấu No Hold Barred                                                |
| Thắng   | Wrestlemania 34     | John Cena                               | 24-2    | 8 tháng 4 năm 2018  | 2:46      | Mercedes-Benz Stadium, Orlando, Florida                   |                                                                                   |
| Thắng   | WrestleMania 36     | AJ Styles                               | 25-2    | 4 tháng 4 năm 2020  | 19:18     | WWE Perfomance Center Orlando, Florida                    | Trận Boneyard theo kiểu chôn sống                                                 |

Wrestlemania là PPV lớn nhất năm được tổ chức với quy mô lớn giữa cuối tháng 3 và đầu tháng 4 hàng năm. Và tại WrestleMania 35, lần đầu tiên sau 19 năm, ông đã không tham gia.
Báo The Mirror (Anh) xếp thành tích bất bại của The Undertaker đứng thứ 7 trong các chiến thắng vĩ đại nhất trong thể thao và đó là thành tích "duy nhất" của đấu vật chuyên nghiệp được xếp hạng.

## Luchas de Apuestas record
| Thắng (wager)                              | Thua (wager)               | Địa điểm          | Sự kiện           | Thời gian           | Ghi chú                             |
| ------------------------------------------ | -------------------------- | ----------------- | ----------------- | ------------------- | ----------------------------------- |
| The Undertaker (streak)                    | Batista (nhà vô địch)      | Detroit, Michigan | WrestleMania 23   | 1 tháng 4 năm 2007  |                                     |
| The Undertaker (streak)                    | Shawn Michaels (sự nghiệp) | Glendale, Arizona | WrestleMania XXVI | 28 tháng 3 năm 2010 |                                     |
| The Undertaker (competing at WrestleMania) | Shane McMahon (sự nghiệp)  | Arlington, Texas  | WrestleMania 32   | 3 tháng 4 năm 2016  | Đây là một trận đấu Hell in a Cell. |